# Розвиток кораблебудування на Піренейському півострові (1400—1600)

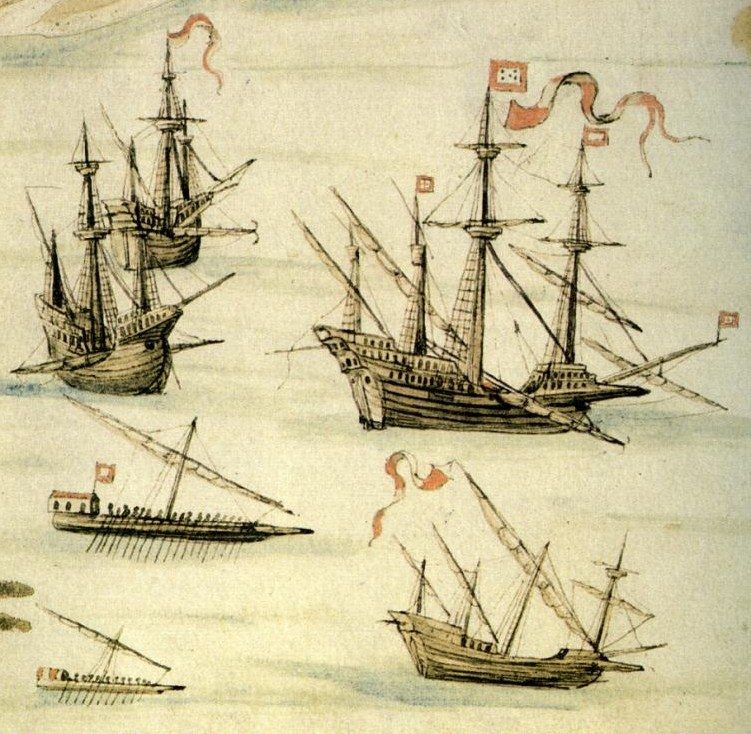
Різні типи португальських кораблів (галеон, караки, каравела, галера і галеот у складі португальського флоту під час нападу на Суец в 1540 р. Жуан де Кастро «Карта шляхів Червоного моря»

Розвиток кораблебудування на Піренейському півострові в XV—XVI століттях — проривний етап в історії європейського кораблебудування, що призвів до настання Доби великих географічних відкриттів і забезпечив європейських мореплавців технічною базою для здійснення далеких морських експедицій, зокрема навколосвітніх.
Піренейські королівства зробили вирішальний внесок у розвиток морської справи в часи великих географічних відкриттів. Дослідження та колонізація світу Португалією та Іспанією стали можливими завдяки кораблям, які піренейці розробляли та удосконалювали протягом XV та XVI століть.
Кораблем, що дозволив португальцям просунутись на південь вздовж африканського узбережжя і тим самим розпочати добу відкриттів, була каравела, португальський винахід, який було швидко скопійовано сусідньою Іспанією. Розроблене на основі озброєних латинськими вітрилами північноафриканських риболовецьких човнів, це було маневрене і легке в управлінні судно з водотоннажність біля 80 тонн, яке мало принципово важливу здатність йти проти вітру. Невеликі розміри і обмежена місткість була основними недоліками цього типу судна, але поки головною потребою піренейських дослідників було наявність корабля, що ідеально би підходив для здійснення досліджень в невідомих морях і в незнайомих умовах, ці обмеження не були критичними. Серед відомих каравел — «Берріо» Васко да Гами, «Благовіщення» Педру Алваріша Кабрала та каравели ескадри Христофора Колумба. Виникнення потреби в перевезенні на великі відстані значних обсягів товарів та військ призвело до розробки більш потужної моделі корабля — караки, що мала водотоннажність від 100 до 600 тонн і народилась в результаті адаптації та модернізації португальцями моделі північного кога, що широко використовувався в якості торговельних суден в Балтійському морі. У карак було 3-4 щогли зі змішаним вітрильним озброєнням (як прямим, так і латинським), дві підвищені та укріплені башти (кастели) на кормі і на носі, округлі корма та округлий ніс з бушпритом. У XVI столітті, через збільшення тривалості подорожей, тоннаж великих карак збільшився до 2000 тонн. З середини XVI століття на основі караки був розроблений новий тип корабля, призначений для ведення бойових дій в умовах тривалих океанських подорожей — галеон. Це було надпотужне судно, спеціально розроблене для військових цілей, яке внаслідок структурного вдосконалення моделі караки стало більш маневреним, ефективним у бою та економічним у виробництві.

## Політичні стимули технологічного розвитку

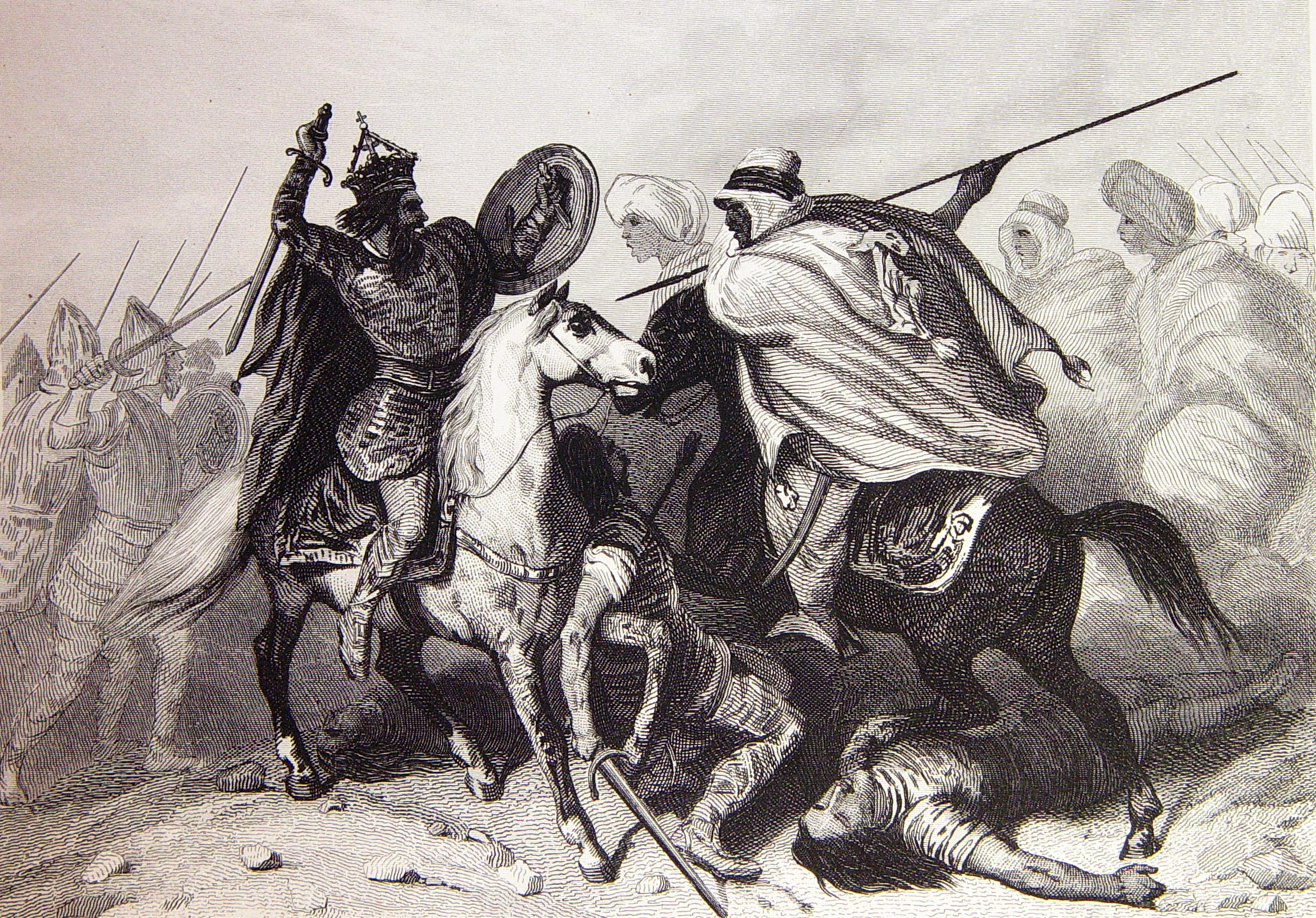
Мусульмансько-християнська сутичка на Піренейському півострові під час Реконкісти

Після завоювання арабами Піренейського півострову в VIII столітті і створення на більшості його території мусульманської провінції Аль-Андалус (Адалузії), на північній периферії півострова утворилось декілька невеликих християнських держав, які к XIV століттю перетворились на королівства Кастилію, Леон, Португалію, Арагон і Наварру та Барселонське графство. Християнські піренейські держави започаткували проти мусульман майже 700-річну Реконкісту (плоди якої стали очевидними лише після перемоги християн у битві при Навас-де-Толосі в 1212 р.), і майже одночасно почали безупинну внутрішню боротьбу між собою за першість на Піренейському півострові. В контексті фактично безперервної війни усіх проти усіх, яка точилась на Піренеях протягом довгих століть, наявність в розпорядженні приморських країн потужного флоту ставала важливою умовою досягнення переваги над супротивником, а іноді і виживання.

Країни Піренейського півострова у 1400 р.

З очевидних географічних причин піренейські країни мали більш просторий вихід до моря, ніж більшість інших країн Європи. Це дозволило їм здавна розвивати морську справу і активно просувати свої інтереси за морем. Зокрема, графство Барселона на рівні з італійськими морськими республіками займало провідне місце в середземноморській морській торгівлі в XII—XIII століттях, а королівство Арагон в XIII—XV ст. створило велику морську імперію у західному Середземномор'ї. Португальці, як найзахідніші жителі Європи, з їх довгою лінією узбережжя в Атлантичному океані та великою кількістю морських та річкових портів, стали головними дослідниками пізнього середньовіччя. Оскільки розвиток наземних торгових шляхів для Португалії був надто ускладним через оточення країни часто ворожими королівствами Кастилії та Леону, для торгівлі з Англією, Фландрією, містами Ганзи, а також з мусульманським Марокко, з якого імпортували пшеницю розвиток морської торгівлі залишався практично єдиною можливою альтернативою. 
Розвитком в Португалії морської справи почав опікуватися ще король Дініш, який в 1308 році започаткував торгівлю з Англією і заклав основи для кас морського страхування. В 1317 році було найнято генуезького флотоводця Еммунаїла Пессаньйо, що очолив португальський флот, ставши першим адміралом країни. 1341 року з ініціативи короля Афонсу IV відбулася португальська морська експедиція до Канарських островів. За володіння цими островами почалася тривала суперечка з Кастилією. Першим плацдармом для здійснення атлантичних експедицій став захоплений португальцями в 1418 році африканський порт Сеута. Головним ініціаторами і натхненниками завоювання Сеути були португальський король Жуан I з Авіської династії та його сини з так званої «блискучої генерації», зокрема принц Енріке, названий пізніше Мореплавцем. Втім, спочатку захоплення територій на африканському континенті розглядалося як своєрідне продовження Реконкісти, оскільки Сеута в свій час була частиною Вестготського королівства, що включало в себе португальські землі і було захопленого маврами на початку 8 ст. н. е.

За принца Енріке португальці розпочали колонізацію Мадейри та Азорських островах зробивши їх важливою базою для подальших морських досліджень (особливо важливу роль відігравав порт Ангра на Азорському острові Терсейра). Згодом принц Енріке розпочав відправляти своїх капітанів на південь вздовж незнайомого європейцям західноафриканського узбережжя.

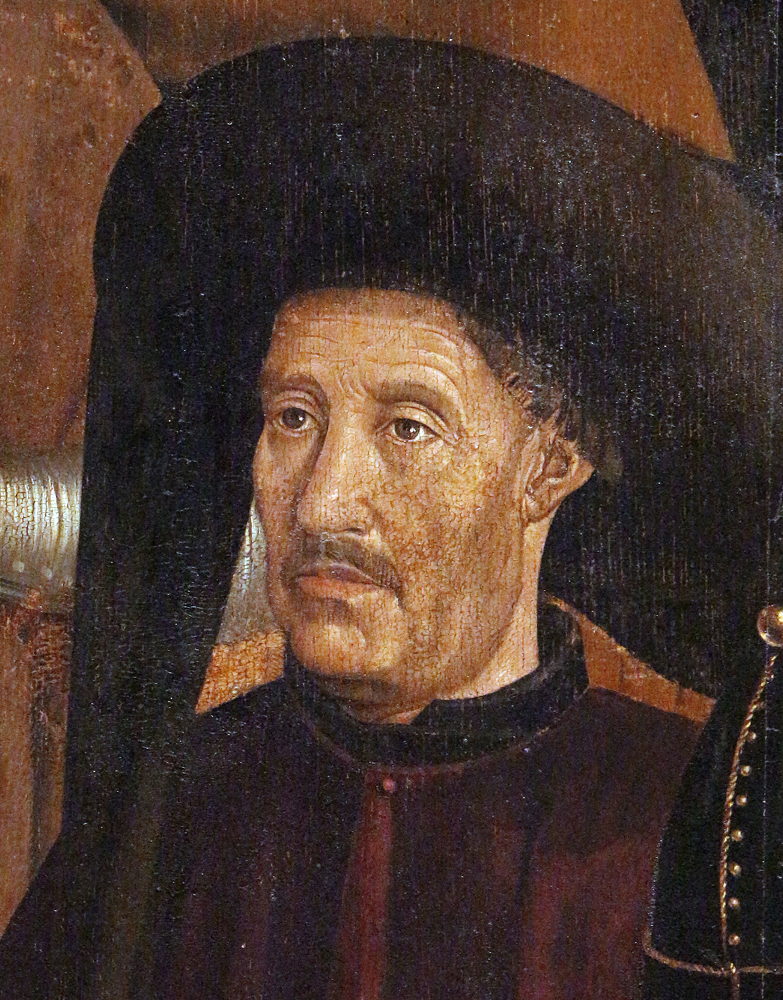
Енріке Мореплавець

Метою подорожей було оминути арабських посередників, що контролювали транссахарську торгівлю і прокласти прямий морський торговий шлях до країн, з яких постачались африканське золото, спеції, раби, слонова кістка та інші товарів Екваторіальної Африки. Експедиції мотивувалися також пошуками міфічного християнського царства пресвітера Йоана, за легендами розташованого десь в Африці. Згодом завдання доповнилось метою знайти шлях в Індію в обхід африканського континенту.
Втім, географічні пошуки стримувалися міфами про існування кінця світу — меж, перетин яких смертельно небезпечний для людини. На півдні Атлантичного океану такою межею ще з часів античності вважався мис Буждур на узбережжі сучасної Західної Сахари. Після багаторічних спроб та наполягань принца Енріке, в 1434 році капітан Жил Іаніш нарешті обійшов мис Буждур і наблизився до африканських берегів далі на південь від нього. Як виявилось, згідно звіту Еанеша принцу — «плисти під вітрилами тут так само легко, як і у нас вдома, а країна ця багата і усього в ній в достатку…».
У 1441 році Нуну Тріштан досягнув Білого мису (Кабо Бланко), доставив в Європу першу партію африканських рабів, захоплених європейцями на узбережжі Африки та започаткувавши тим самим сумну історію європейської работоргівлі. В 1444 році Дініш Діаш відкриває річку Сенегал (легендарну «Золоту річку» імперії Малі) і досягає найзахіднішого мису Африки — Зеленого мису (Кабо Верде). На цьому етапі капітани принца Енріке пройшли південну межу пустелі Сахара тим самим здійснили перше поставлене завдання — португальці обійшли по морю території, що були цілковито в руках мусульман і омріяні товари з раніше невідомих земель (переважно раби та золото) почали надходити безпосередньо в Португалію, оминаючи арабських посередників. Ця кардинальна зміна торговельних шляхів завдала спустошливого удару по мусульманським султанатам Алжиру та Тунісу, але збагатила Португалію. У 1457 році надходження африканського золота дозволило розпочати карбування в Португалії перших золотих монет в історії країни — крузаду. Саме в цей момент потік золота з Гвінеї почав підживлювати розвиток морської могутності Португалії. Країна також стала центром активного культурного обміну з мусульманськими державами Африки та Піренейського півострова і математики, картографи та майстри навігаційного обладнання почали перетинати Гібралтар в напрямку Португалії.
Досягнення португальських мореплавців та нові багатства, що потекли в країну з заморських володінь, сприяли виникненню ревнощів та бажання наслідувати досвід Португалії у інших піренейських королівствах. Наприкінці XV ст. союз корон Кастилії та Арагону створив нову політичну потугу на Піренейському півострові, що знаходилась поруч з Португалією і була готова перехопити у неї першість у дослідженні та колонізації невідомих океанських берегів.

## Культурний контекст

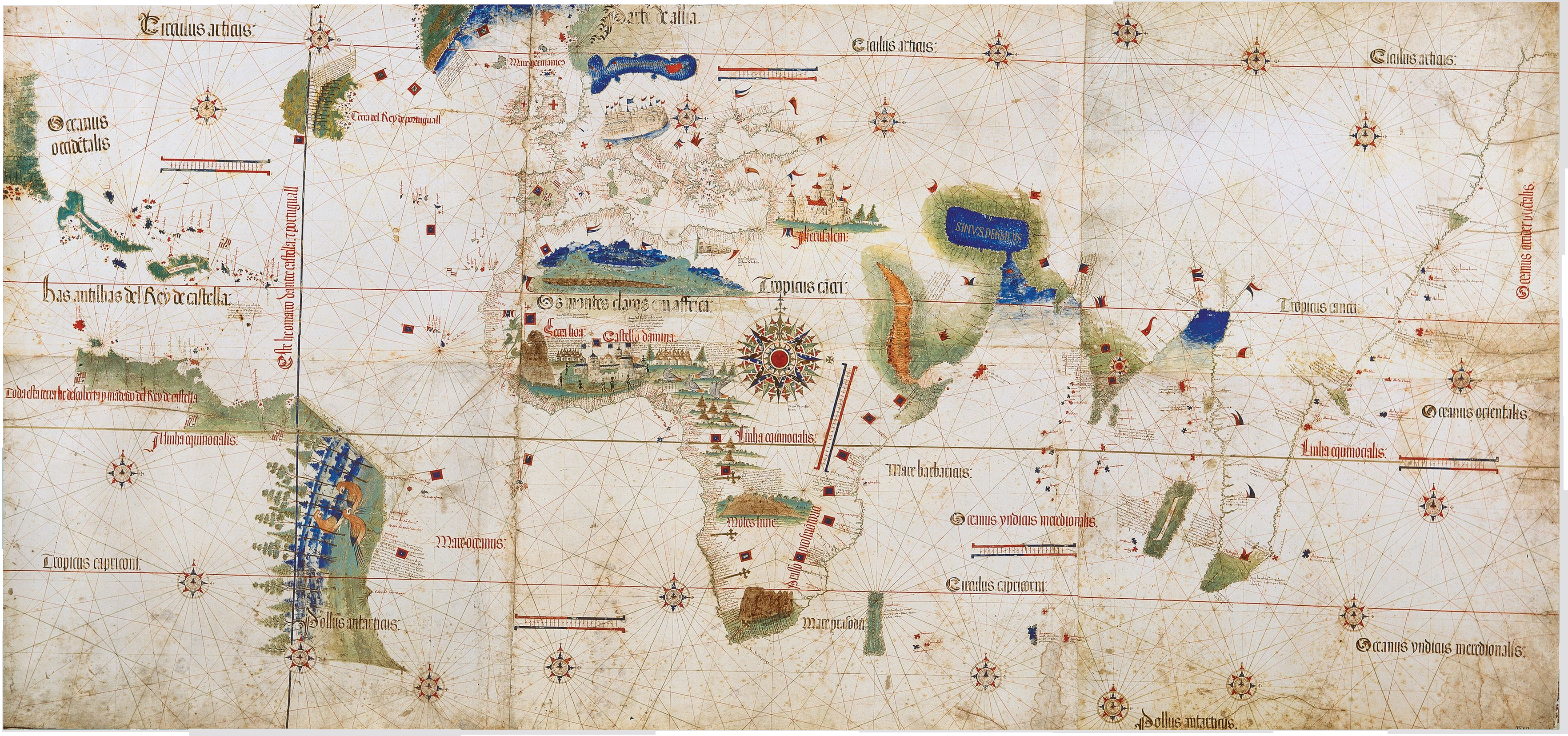
«Планісфера Кантіно» (1502), перша карта, на якій зображено результати досліджень піренейських мореплавців: Колумба в Центральній Америці, Корте-Реала в Північній Америці, Да Гами в Індії та Кабрала в Бразилії по обидві сторони лінії Тордесільяса. Бібліотека Естенсе, Модена

Культурний контекст Піренейського півострова в часи середньовіччя значно відрізнявся від решти європейських країн завдяки природної ізоляції Піренеїв та потужному культурному впливу мавританської Андалузії. Зокрема військові доктрини, тактика ведення бойових дій та технічне обладнання значно відрізнялися від решти Європи.
На відміну від континентальної європейської практики ведення війн шляхом участі великих армійських контингентів у довгих військових кампаніях, іберійська військова практика надавала перевагу партизанським діям невеликих загонів із використанням засідок або швидким рейдам, коли мобільні збройні загони швидко переміщались на значні відстані, завдавали несподіваних ударів і так само швидко повертались назад до вихідної точки. До того ж, внаслідок столітнього релігійного та військового протистояння, іберійці звикли бачити в маврах (мусульманах) своїх віковічних постійних ворогів. Не дивно, що в Момбасі Васко да Гама не гребував грабунками беззбройних арабських торгових кораблів і не роздумуючи вдавався до нічим не спровокованих збройних нападів чи піратства щодо мирних мусульманських торговців.
Таким чином дещо авантюрна тактика далеких рейдів, які здійснюються невеликими загонами, що значно поступаються кількістю своїм потенційним супротивникам і переважно покладаються на свою високу мобільність та ефект несподіванки, яка так ефективно використовувалась на початкових етапах розбудови колоніальних імперій Піренейським королівствами, була здавна притаманна мешканцям цих територій і лише перенесена з суходолу на море.

## Кораблебудівна промисловість

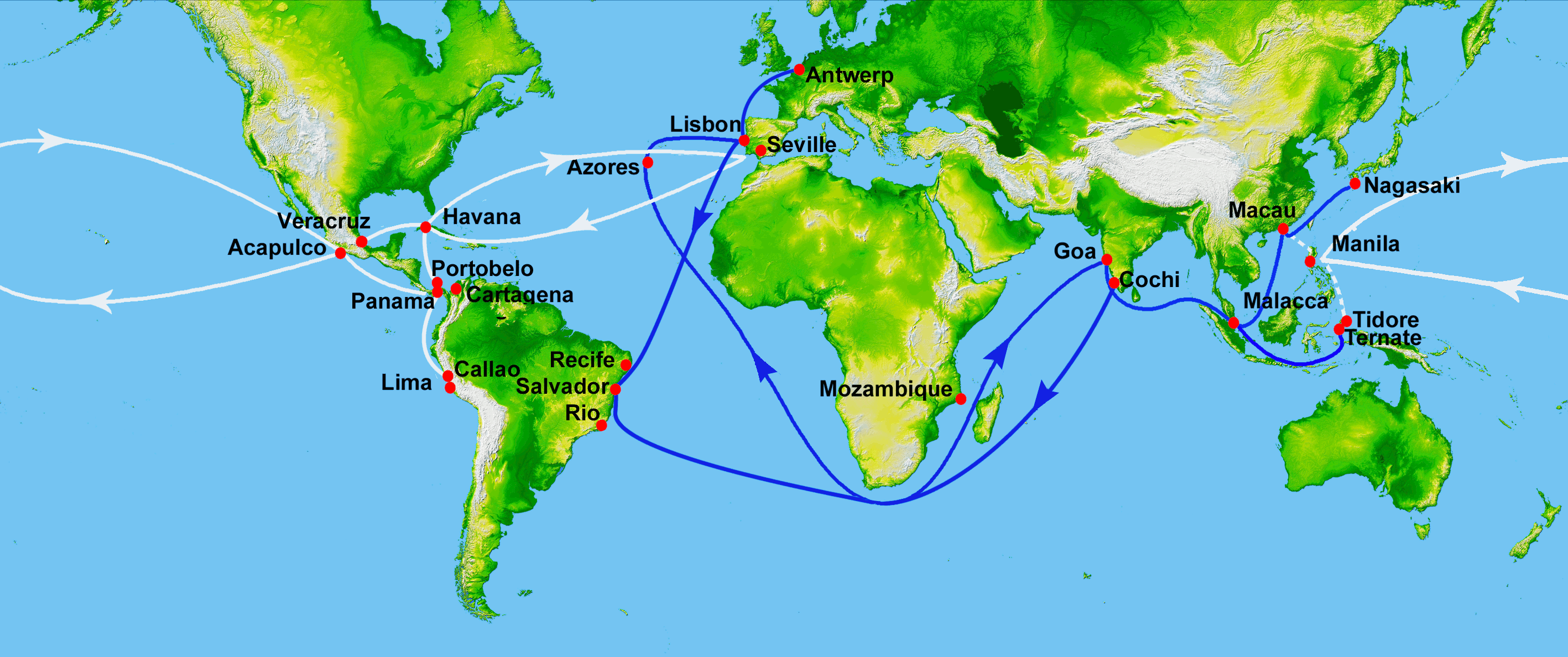
Португальські торгові шляхи (блакитні) та конкуруючі іспанські торгові шляхи (білі), створені к 1570 року внаслідок відкриттів піренейських мореплавців

Ситуація з запасами деревини, необхідної для будівництва кораблів, дуже різнилась в країнах Піренейського півострова. У Португалії деревина була настільки дефіцитною, що ця обставина підштовхнула Корону до конкретних стимулюючих заходів ще на початку 14 ст., коли португальський король Дініш для побудови торговельного флоту почав заохочувати посадку і вирощування лісів. В кінці 15 ст. сплату податку на рубку дерев у королівських лісах можна було уникнути, якщо ліс призначався для будівництва кораблів вагою понад 100 тонн. Таким чином, оскільки ресурси для побудови кораблів були вкрай обмежені, державні стимули були спрямовані на заохочення португальських корабелів випускати максимально ефективні та технологічно досконалі кораблі.
Іспанія мала значно більші запаси лісів, ніж Португалія, проте вони також були обмеженими. Ліс, як правило, захищали та зберігали як джерело деревини для обігріву та притулок для диких мисливських тварин. Методи турботи про лісові ресурси були досить прямолінійними, такими, як просте зобов'язання посадити нове дерево замість зрубленого. Лише у 1560-70 роки, за часів Філіпа II, Іспанія почала демонструвати системний підхід до управління лісовими ресурсами, необхідними для флоту із визначенням та плануванням запасів насаджень для корабельнь та встановленням охорони лісів. Іспанці були настільки відомими суднобудівниками, що стали виробляти кораблі на продаж. Лише самі англійці придбали в Іспанії шість галеонів для свого флоту. Суднобудування було інтегровано в економіку Іспанії і розвивались окремі спеціалізовані галузі. Наприклад, Севілья була відома роботами по ремонту кораблів, виготовленням вітрил, бочок та галет для флоту. Комерційна зацікавленість в економічній ефективності далеких морських подорожей стимулювала постійне вдосконалення розвитку кораблів та їх технічний прогрес, гарантуючи все більші результати для спочатку розвідки, а пізніше колонізації.
Задовго до перших іспанських океанських подорожей, Португалія колонізувала велику кількість атлантичних островів (Мадейра, Азорські острови, Кабо-Верде, Сан-Томе та ін.) і опанувала маршрут вздовж берегів Африки, створивши вздовж нього перші європейські пости, факторії та укріплені опорні пункти. Створення цієї першої європейської колоніальної імперії надало Португалії доступ до достатніх запасів деревини, щоб побудувати потужний флот і до заморських джерел доходів для його фінансування. Наприклад, острів Мадейра (від порт. — ліс, деревина) під час його колонізації першими португальськими переселенцями на початку XV ст. був вкритий абсолютно незайманими лісами і доступ до цієї дешевої деревини призвів до буму багатоповерхового дерев'яного будівництва в Португалії.
Капітани Енріке Мореплавця під час дослідження просторів Північно-Східної Атлантики вивчили важливі особливості океанських течій та вітрів, що домінували в цьому регіоні. Ці дослідження дозволили розробити тактику океанських плавань в цьому регіоні. Зокрема, португальці застосовували навігаційний маневр «volta do mar» (повернення з моря), що дозволяв кораблям повертатись в Португалію, обходячи по колу постійні північно-західні вітри, що дують вздовж африканського узбережжя і шукаючи сприятливих південно-східних вітрів в центрі Атлантики, використовуючи явище океанічних вітрових кругообігів. Це був важливий крок в історії вітрильного мореплавання, коли вміння знайти сприятливі вітри мало вирішальне значення для успіху. В подальшому розуміння цих принципів допоможе Васко да Гама та іншим португальським флотиліям по широкій дузі досягати з попутними вітрами півдня Африканського континенту, а через кілька років цей маневр «змусить» Діогу Кабрала відкрити узбережжя Бразилії. У 1565 р. застосування цього принципу в Тихому океані спонукало іспанців відкрити торговий шлях до Маніли .

## Кораблі

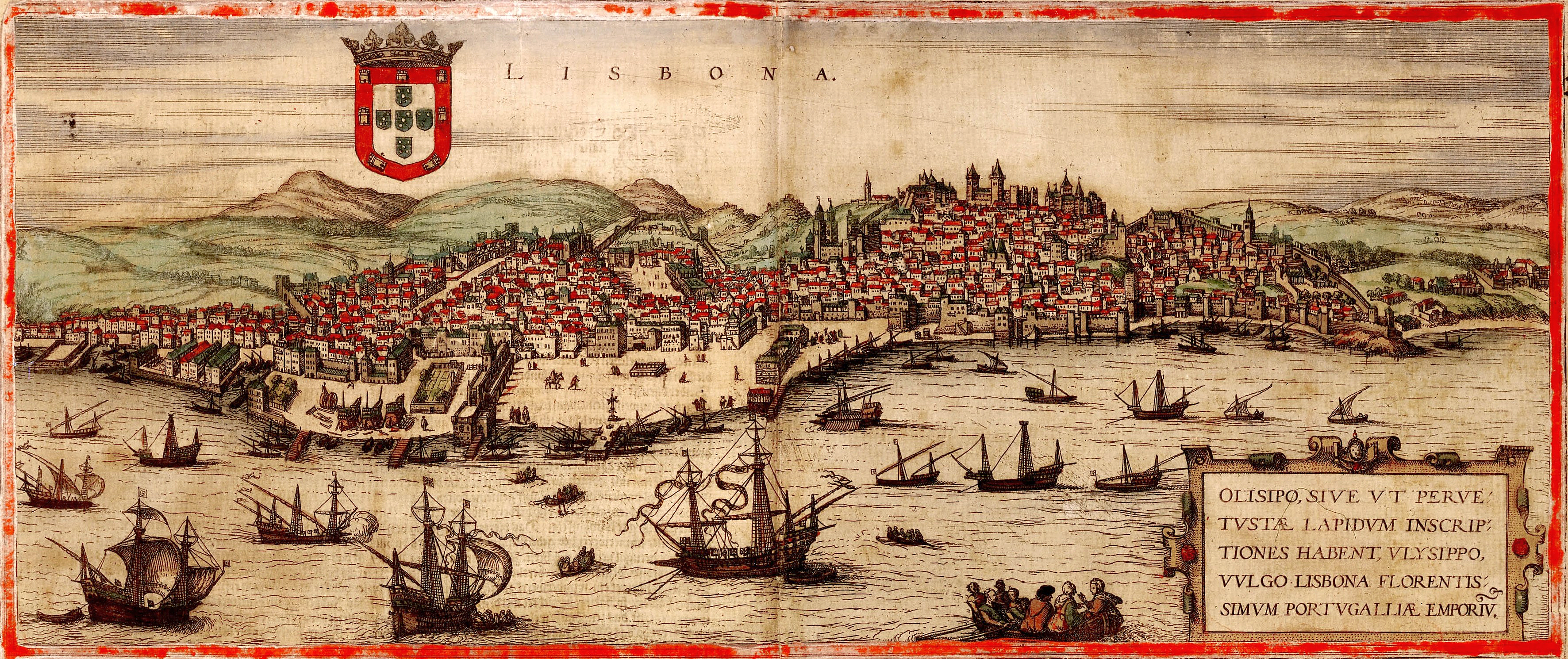
Португальські кораблі в гавані Лісабона (1572). Галеон (в центрі), караки, каравели латіни, каравели редонди, галери і галеоти

Типи кораблів, що існували в середньовічній Європі ділились за територією походження та метою використання:
- в Атлантичному та Північному морях використовувались «довгі кораблі» для  ведення бойових дій та великі «круглі кораблі», типу ганзейських когів для торгової діяльності. Останні представляли собою міцні та надійні кораблі з округлими корпусами, обшитими за клінкерною технологією «внапусток», озброєні чотирикутними прямими вітрилами, кормовим стерном та здатні протистояти мінливій погоді, сильним вітрам та бурхливим водам Балтійського та Північного морів[15].
- в Середземномор'ї італійці та араби надавали перевагу моделям, що використовувались ще з давніх часів — гребній галері (яку у разі потреби озброювали щоглою з латинським вітрилом), що чудово підходила для прибережної торгівлі та війни і була улюбленим судном торговців Венеційської республіки, та фелюці з латинським вітрилом для швидких подорожей без великих вантажів, тощо. При навігації середземноморські моряки покладались на інструменти для корекції маршруту, такі як судовий журнал і карти-портолани, представлені з XIII століття[16].

Португальці змогли поєднати ці дві різні європейські морські традиції і у XV ст. створили гібрид між маневреними «конічними» середземноморськими судами та «круглими» атлантичними кораблями. В результаті довгого еволюційного процесу спочатку з'явилась модель каравели, а пізніше караки.

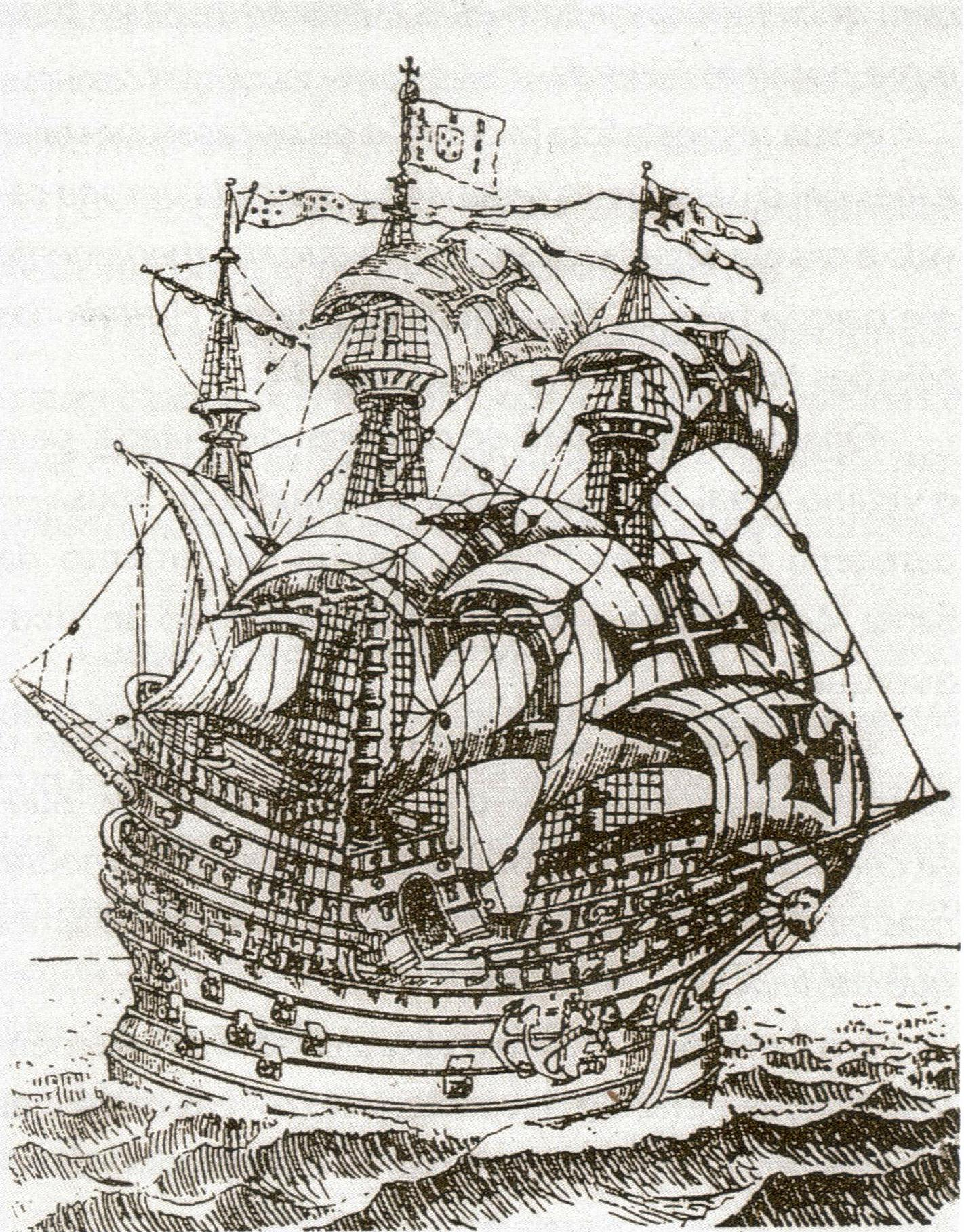
Карака Flor do Mar (спущена на воду в 1501—1502 рр.)

Каравела народилася через потребу в спритному маневреному судні, яке б могло успішно йти в таких напрямках і умовах, які були не під силу середньовічному торговому кораблю. Основним завданням каравели було здійснення розвідок і досліджень незнайомих місць і відкриття нових маршрутів, а це не вимагало від корабля наявності місця для великих обсягів товарів, озброєння та припасів. На ті часи це був не надто дорогий човен (великий ког, що використовувався для торгівлі в країнах Північної Європи коштував в ті часи еквівалент сучасних 2 млн. доларів США), вартість виробництва якого, порівняно з іншими тогочасними типами кораблів, особливо з урахуванням співвідношення ціна/якість, була дуже привабливою.
До XVI століття основними кораблями, що використовувались в довгих океанічних експедиціях були каравели та караки. На цих кораблях мореплавці Португалії та Іспанії перетнули усі океани і досягли берегів, про які ніхто навіть не уявляв ще за декілька десятирічь до того.
Каравела була першим сучасним судном, що постійно еволюціонував в часі. Вона народилась як невеликий відкритий човен, що використовувався прибережними купцями та рибалками і протягом двохсот років постійно поліпшувала свої морехідні і вантажопідйомні якості. Потреба в великому місткому судні для забезпечення довгих океанських подорожей спочатку підштовхнула до модернізації нау (наприклад "Санта-Марія" Колумба під час його першої подорожі через Атлантику), а потім до розробки нового, потужного (хоча і очевидно повільнішого та менш маневреного) військово-вантажного корабля — караки
Поєднання каравел, нау і карак створили неперевершений набір для флотилій дослідників та завойовників — маневрені і швидкі каравели з низькою осадкою доповнювались місткими нау та «плавучою артилерійською батареєю» у вигляді караки. Пам'ятаючи про досвід Колумба і Діаша, Васко да Гама в 1497 році під час пошуку морського шляху до Індії використав поєднання з двох новозбудованих нау, кожна вагою 100 тонн і 50-тонної каравели, яка згідно звітів, що залишили очевидці експедиції завжди йшла попереду ескадри і досліджувала шлях для інших кораблів. У 1502 році Васко да Гама вирушив у другу подорож до Індії, використовуючи десять карак/нау і п'ять озброєних каравел. Ці нещодавно спроектовані кораблі легко перевершили в бою ісламські дау. Натомість Магеллан під час своєї експедиції по пошуку південно-західного проходу «в Індію» сформував свій флот з п'яти карак/нау і лише одна з них змогла повернутись з навколосвітнього плавання.
При усій їх інноваційності і потужності, піренейські караки і каравели не були непереможними і неприступними бойовими машинами. Супротивники, які зустрічались дослідникам — тубільні африканці, австронезійці чи індіанці з їх спритними і маневреним гребними каное в умовах прибережного або річкового мілководдя виявились грізним супротивником. Для використання своєї вогневої переваги піренейським кораблям потрібен був простір для маневру і мінімальна відстань для гарматного обстрілу, тож якщо тубільцям вдавалось швидко і непомітно підпливати достатньо близько до кораблів, щоб вийти з їх «вогневої зони», вони могли вдатись до штурму або обстріляти судно і зникнути з поля бою ще до того, як піренейський корабель розташується на потрібній відстані в ідеальній бойовій позиції.
З середини XVI століття на основі караки був розроблений новий, призначених для тривалих океанських подорожей тип кораблів  — галеон. Цього разу це було судно, спеціально розроблене для військових цілей шляхом структурного вдосконалення моделі караки. Галеон став більш маневреним, ефективним у бою та економічним у виробництві кораблем, призначеним для здійснення безперервних «глобальних» морських конфліктів, які починаючи з XVI століття стали невід'ємною складовою історії європейських колоніальних держав.
| Тип      | Водотоннажність        | Кількість щогл | Довжина (палубна) |
| -------- | ---------------------- | -------------- | ----------------- |
| Каравела | 50-180 т               | 1-3            | 18–27 м           |
| Нау      | 100-600 т              | 3-4            | . . .             |
| Карака   | > 500 т (макс. 2000 т) | 3-4            | . . .             |
| Галеон   | > 500 т (макс. 2000 т) | 4-5            | > 40 м            |

## Каравели

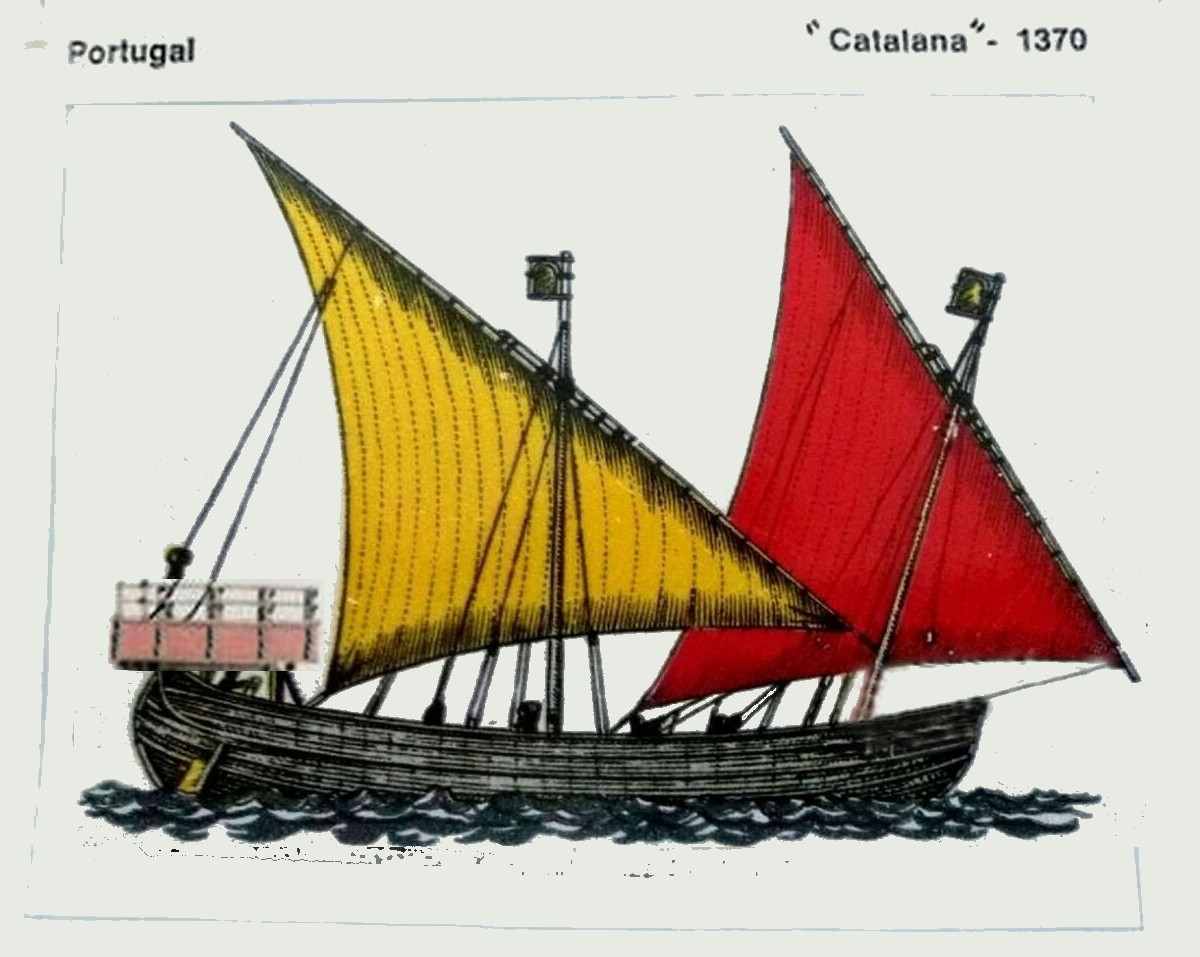
Архаїчний прообраз каравели. Португальська «Каталана» (1370)

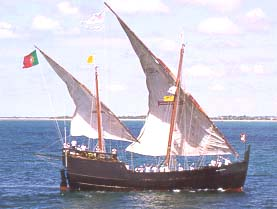
Каравела латина — сучасна репліка

Етимологія слова «каравела» остаточно не з'ясована, але переважно вважається, що воно походить від грецького слова Καραβος (легкий корабель). Хоча каравела відноситься до категорії «круглих» кораблів, а не «довгих» галер, це був спритний і маневрений тип судна — найшвидший вітрильний корабель свого часу. Вона мала прямокутну корму з підвищенням на пів'юті (кастел), високі борти, бушприт і від однієї до чотирьох щогл. Перші каравели не мали прямокутних «прямих» вітрил, хоча пізніше такі вітрила з'явились на передніх щоглах, що дозволило збільшити швидкість у випадку попутного вітру та підвищити надійність в разі шторму. Найбільш складне вітрильне озброєння було у чотирищоглових каравел з прямим вітрилом на фок-щоглі, що висувалась далеко вперед та трьома косими латинським вітрилами, які поступово зменшувались в розмірі від грот-щогли до корми. Існував також тип чотирищоглової каравели з прямими (П) та латинськими (Л) вітрилами, які чергувались згідно схеми ЛППЛ. З іншого боку, водотоннажність каравел залишалась більш-менш стабільною на рівні 50—80 тонн.
Каравелі були спеціально розроблені для виконання складних навігаційних маневрів під час не надто тривалих подорожей. У міру того, як відстані подорожей збільшувались і час автономних плавань ставав все довшим, каравели стали потребувати допоміжних кораблів, які виконували функції справжніх плавучих складів, що призвело до появи в ескадрах дослідників нау, а згодом карак.
В історії розвитку моделі каравели можна прослідкувати три етапи: (а) архаїчні каравели; (б) каравели етапу географічних досліджень; (в) «військові» каравели (Caravela de Armada).
Архаїчні каравели були невеликими рибальськими човнами, які не були призначені для плавань в умовах відкритого океану (у деяких з них навіть не було щогли). На момент початку португальських досліджень (1520-30 рр.), мореплавці користувались кораблями типу нау, барк або барінелла. Саме на цих кораблях португальцями були відкриті Азорський архіпелаг та Мадейра і пройдено в 1434 році мису Буждур на африканському узбережжі. Барк важив 25—30 тонн і був вітрильно-гребним судном з 10—15 пар весел і прямим вітрилом. Барінелла була схожа, хоча і трохи більша. Ці кораблі були популярні серед торговців і рибалок, але були невеликими за розміром, повільними і не дуже маневреними. На цих кораблях було дуже складно повертатись з плавань вздовж узбережжя Африки, оскільки їх пряме вітрило, навіть за допомогою весел, не дозволяло їм йти проти сильних північно-східних вітрів, які домінують в цьому регіоні. Виникла очевидна потреба в більших і більш маневрених кораблях, що могли здійснювати далекі плавання вздовж африканського узбережжя і впевнено повертатись звідти в Португалію проти домінуючих вітрів.

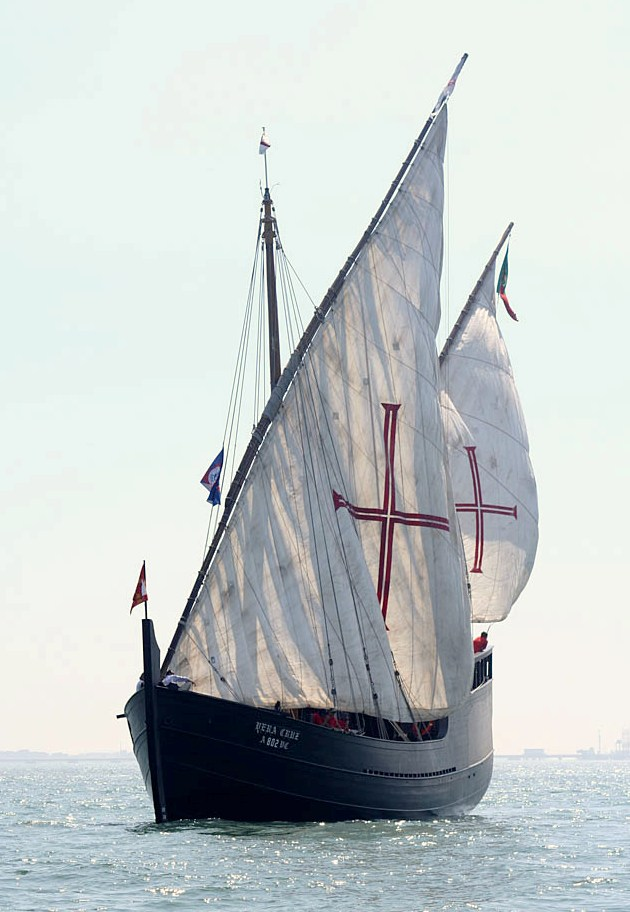
Каравела Вера Круз. Сучасна репліка. р. Тахо, Лісабон

Нововведення розпочалося тоді, коли португальські корабели взяли за основу архаїчну каравелу (можливо єгипетського походження), з малою осадкою, що сприяло дослідженням в умовах мілководдя невідомого узбережжя чи річок, та з гарною маневреністю, яку забезпечували латинські вітрила. Типова португальська каравела з латинськими вітрилами — революційна на той час каравела «латина» (порт. caravela latina), мала тоннаж приблизно 50 тонн, довжину 20–30 м. при ширині 7–8 м., від однієї до трьох щогл з латинськими вітрилами і зазвичай була без бушприту. Вийшов швидкий і маневрений човен, що не потребував великого екіпажу для управління (порівняно з гребними судами), але з не надто великою місткістю і боєздатністю. Каравела «латина» була надзвичайно корисна для вивчення невідомого африканського узбережжя, але значно гірше почувала себе в умовах відкритого океану, оскільки була замала для боротьби з океанськими хвилями та не дуже ефективна при попутних вітрах. Для вирішення цієї проблеми була розроблена каравела «редонда» (порт. caravela redonda). Вона була більша, з 3-4 щоглами та прямими вітрилами для океанської навігації (прямі вітрила тоді називали «круглими» — redonda). Ці вдосконалення дозволили каравелі достатньо впевнено почувати себе у відкритому океані і перетинати Атлантику без зайвої невизначеності.
Каравела «редонда» продовжувала розвиватись і зрештою перетворилась в «ескадрену» каравелу (сaravela de armada), яка тепер стала повністю придатна для використання у військових цілях. На щоглах з'явилось більше вітрил, до основних прямих вітрил було додано марселі, з'явився постійний бушприт і для спостереження за ворогом та ведення бою з'явились марси (так звані «воронячі гнізда»). Однак у складі флотилій продовжували використовувати і менші та спритніші «посильні» каравели (порт. caravela de mexerguerira), на які покладались функція розвідки та доставки кур'єрських повідомлень.
Еволюція була постійною і, зрештою в Іспанії з'явились «андалузійська» каравела (ісп. Caravela en la modal Andalucia), яка взагалі позбулась латинських вітрил і отримала натомість носовий кастель, що максимізувало її придатність для плавання в Атлантиці. Іспанія, що стала головною морською силою в Атлантиці в XVI ст. дуже гнучко підходила до пристосування своїх кораблів до конкретного середовища, і якщо було потрібно використовувала гребні військові галери поруч з галеонами. Наприкінці XVII століття каравела вийшла з ужитку як кур'єрське і розвідувальне судно, поступившись своїм місцем на користь легких і швидких двощоглових паташів (близьких за будовою і озброєнням до шхуни і бригу) і знову стала робочим кораблем галісійських рибалок.

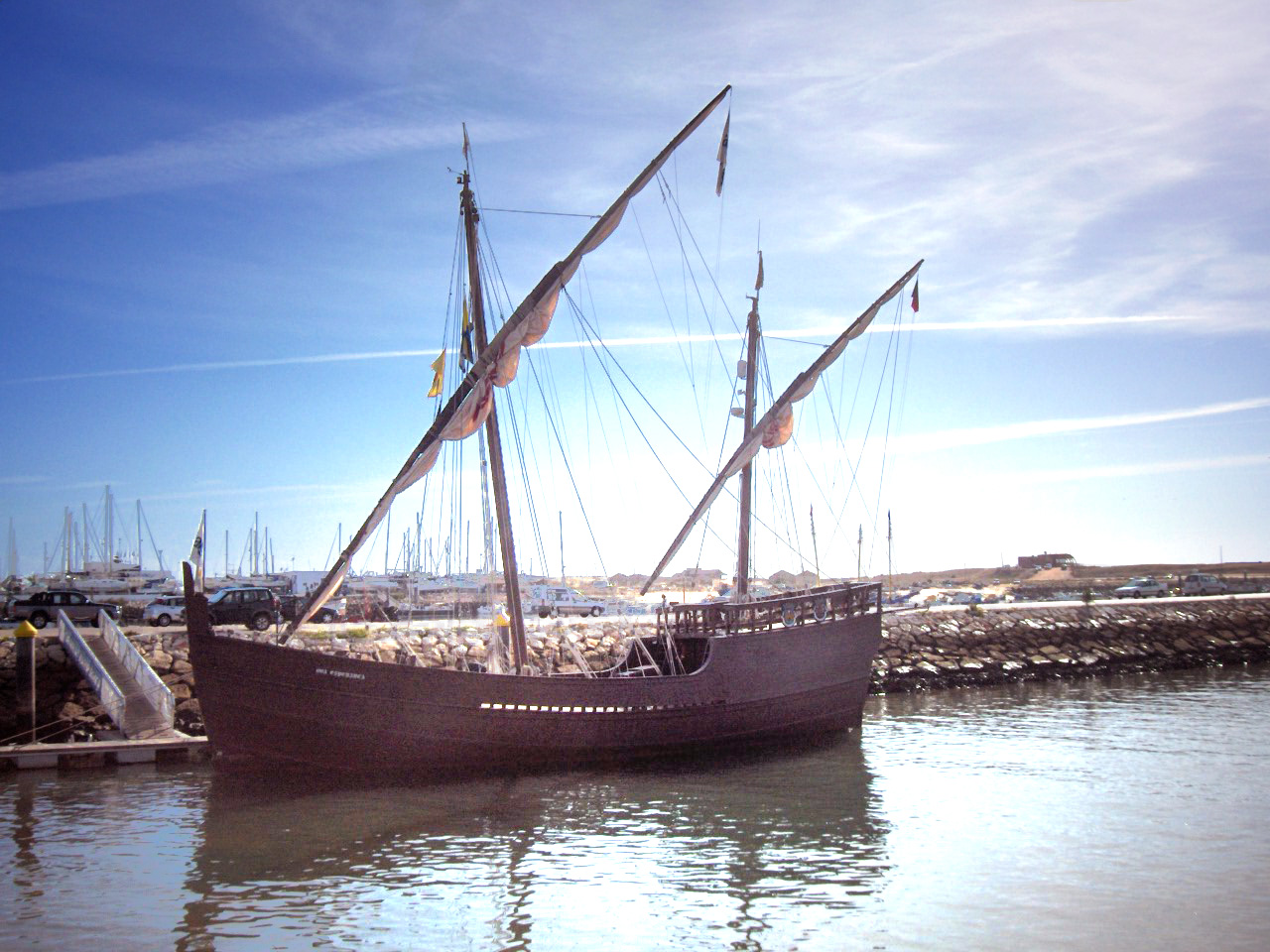
Боа Есперанса. Сучасна репліка, Лагуш
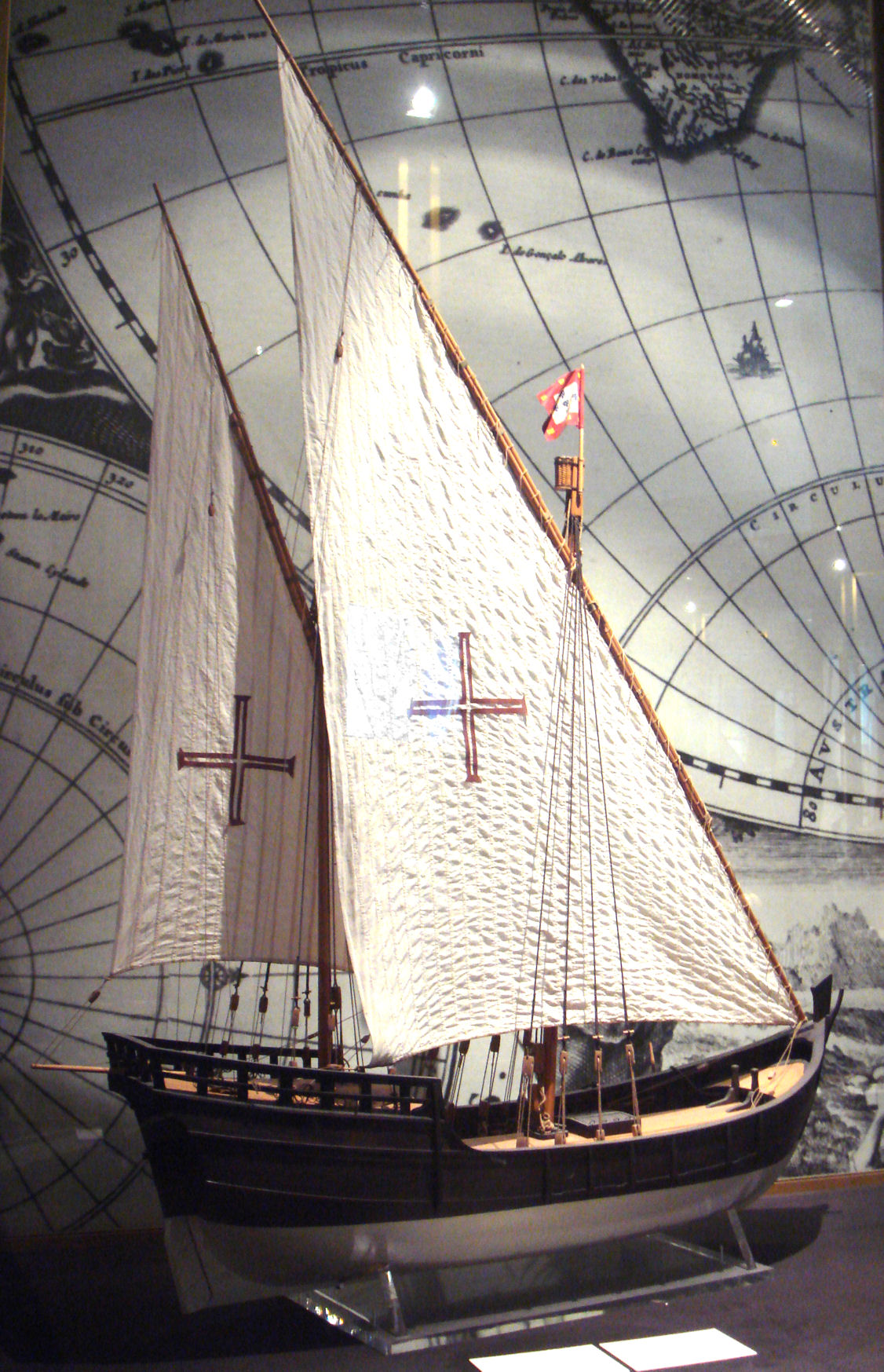
Сучасна модель португальської каравели
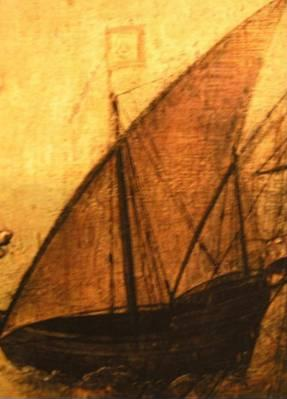
Каравела латіна. Найстаріше достовірне зображення
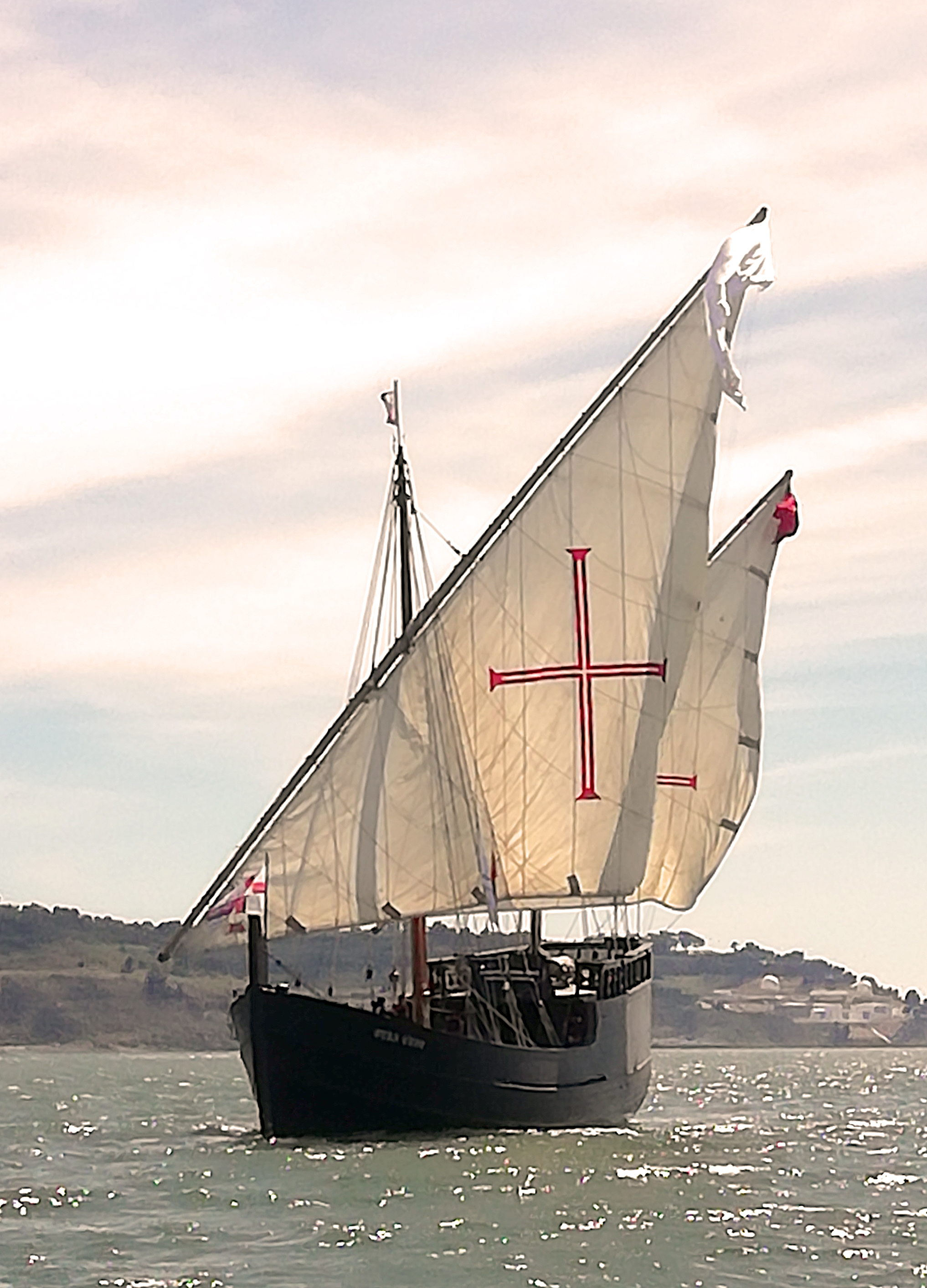
Каравела Вера Круз. Сучасна репліка на р. Тахо. Португалія
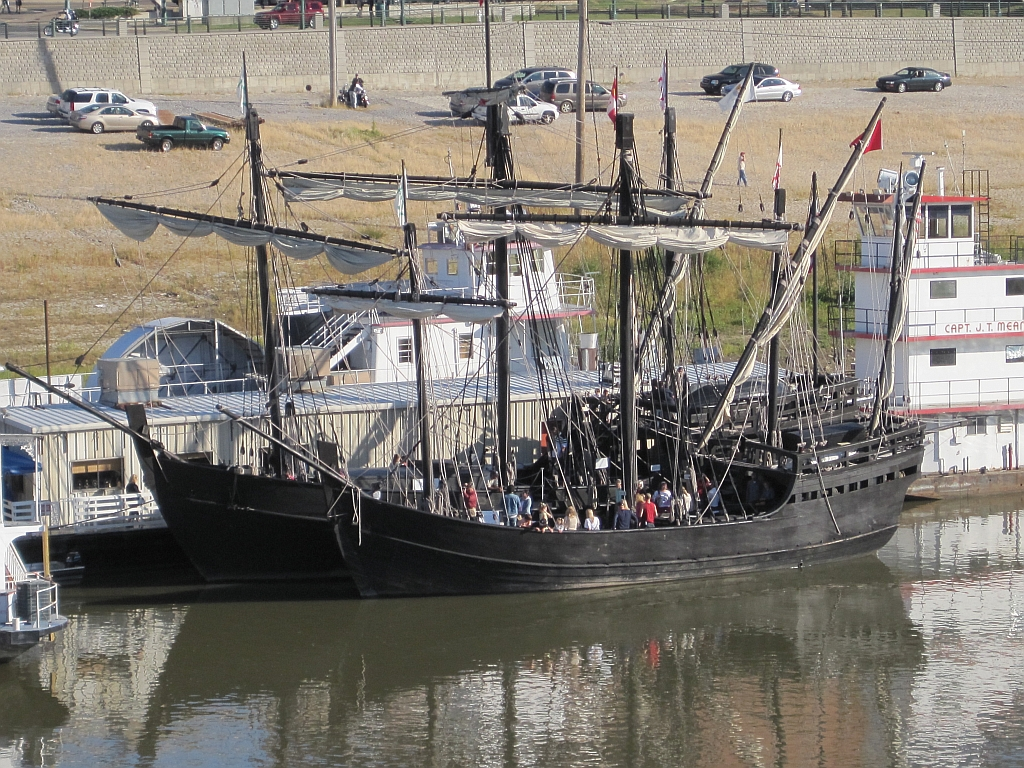
Каравели Колумба Нінья і Пінта. Сучасні репліки. Мемфіс, США
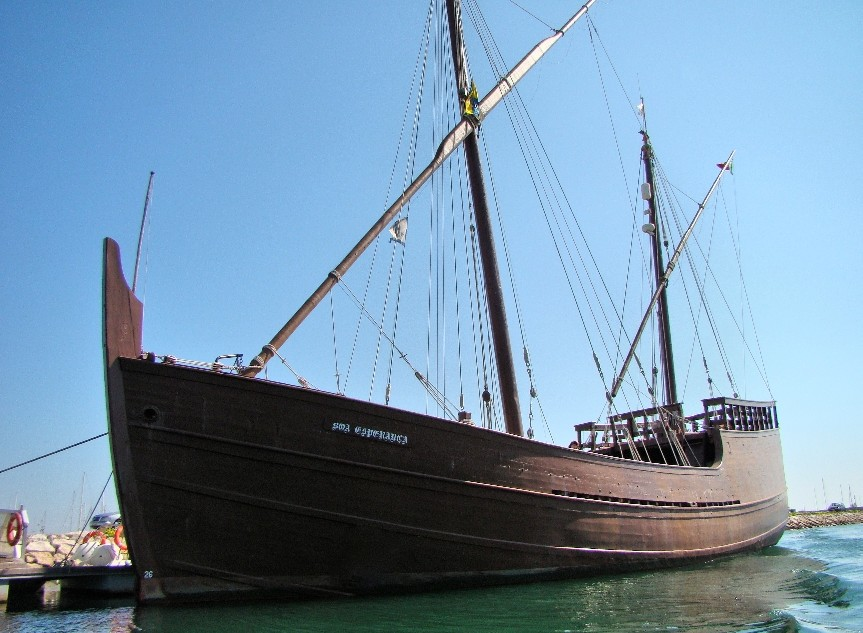
Каравела Боа Есперанса. Сучасна репліка

## Карака

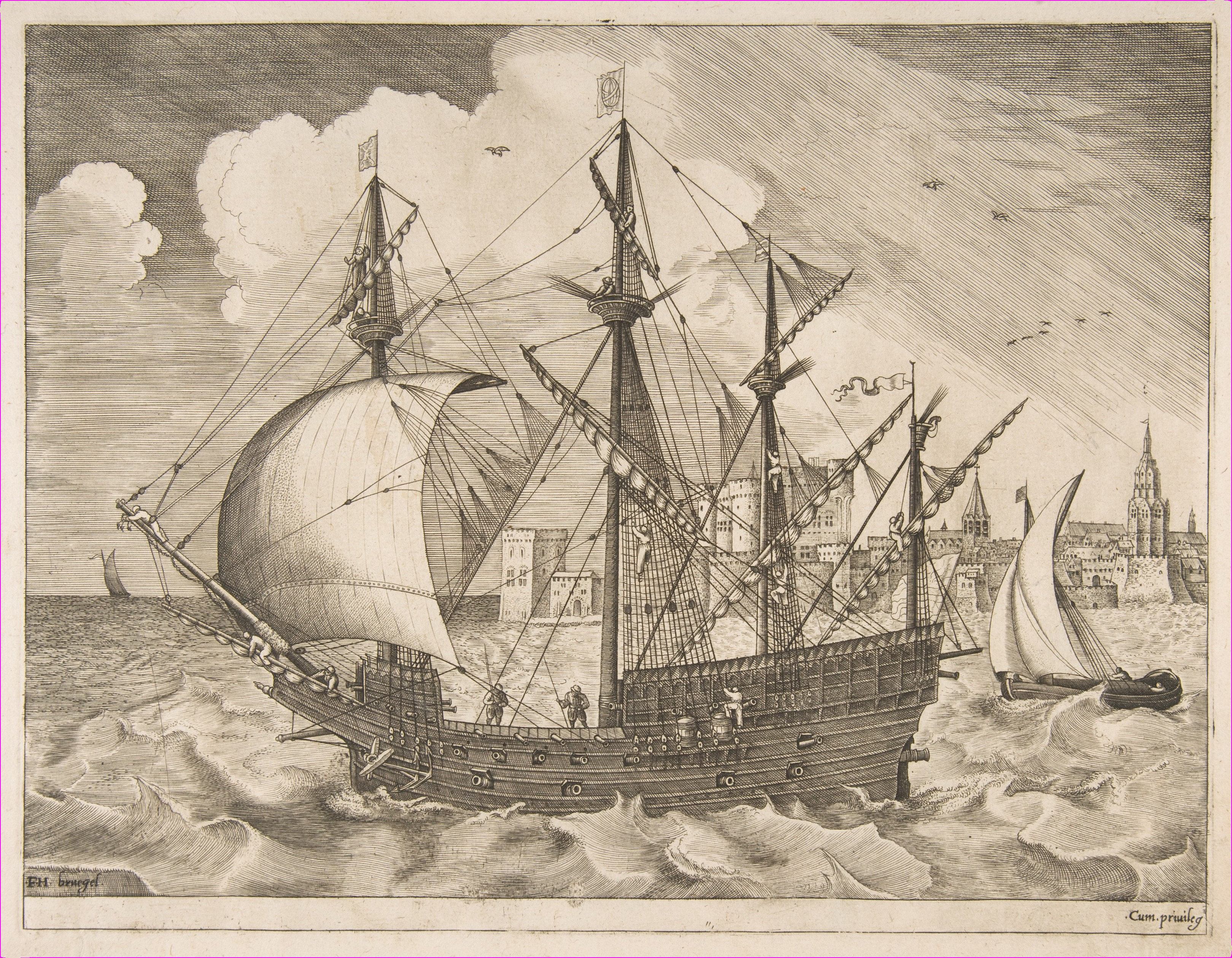
Португальська карака. Гравюра Франса Гуйса, 1555 р.

Каравела була універсальним і маневреним, але досить невеликим і легким кораблем, через що вона була чутлива до погодних умов та інших примх довгого океанічного плавання. У міру збільшення відстаней та строків експедицій, мореплавці вимагали більш міцних, надійних і просторих суден, що спонукало розробити нову модель корабля — караку. Це був корабель, спроектований за зразком нау, здатний перевозити велику кількість людей, зброї та товарів, зберігаючи при цьому розумну швидкість та маневреність.
Карака мала високу та округлу корму (але не круглу, як це було у кога), з дуже розвиненими високими надбудовами — «кастелами» на носі і кормі. Карака несла три (зрідка чотири) щогли, озброєні змішаними вітрилами: по дві пари прямих вітрил на фок- і грот-щоглі косі латинські вітрила на бізані. Іноді ставилась четверта щогла — мала бізань під назвою «di bonaventura», також озброєна латинським вітрилом.
Стандартна трищоглова карака (наприклад Сан-Габріель Васко де Гами) була озброєна шістьма вітрилами. П'ятьма прямими (фоком, гротом, двома марселями на фок- і грот-щоглах та бліндом на бушприті) і одним косим (латинською бізанню).
Наприкінці XV ст. караки мали водотоннажність, порівнянну з великим нау (500—600 т), але наприкінці наступного століття вони стали найбільшими кораблями того часу і часто мали водотоннажність більше 1.000 тон, іноді навіть до 2.000 тон.
Відмінності між каракою і нау були в більшій водотоннажності (нау не перевищував 500 т), посиленому внутрішніми дерев'яними ребрами (буларкамасами) корпусі, більш складному такелажі, наявності значно виразніших та розвиненіших кормового та носового кастела, марсів на щоглах і більш вільному використанні латинського вітрила (в нау косі вітрила використовувались тільки на бізані).

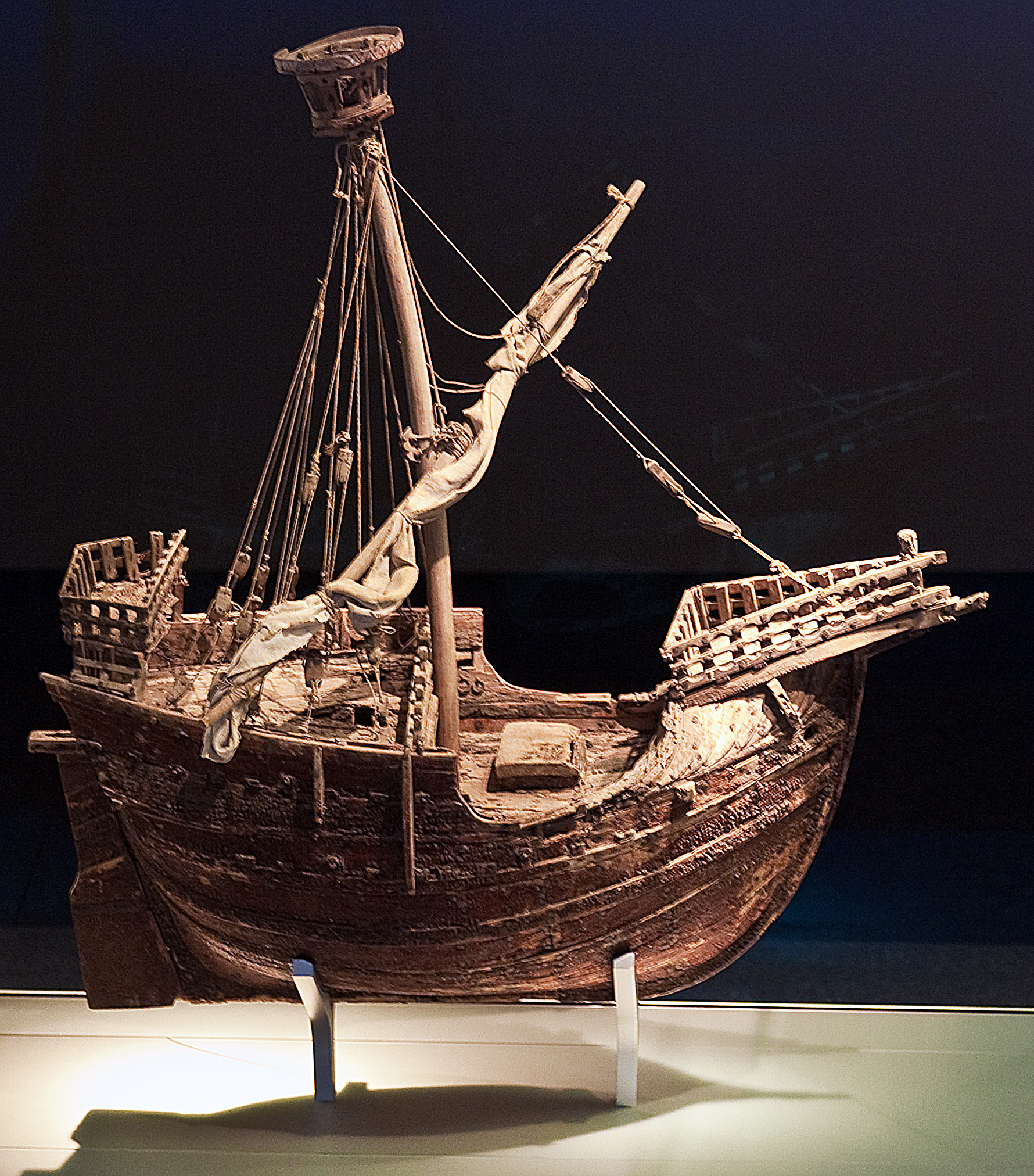
Судно из Матаро, середньовічна модель судна, яке іноді вважають першою моделлю караки (1450 р).
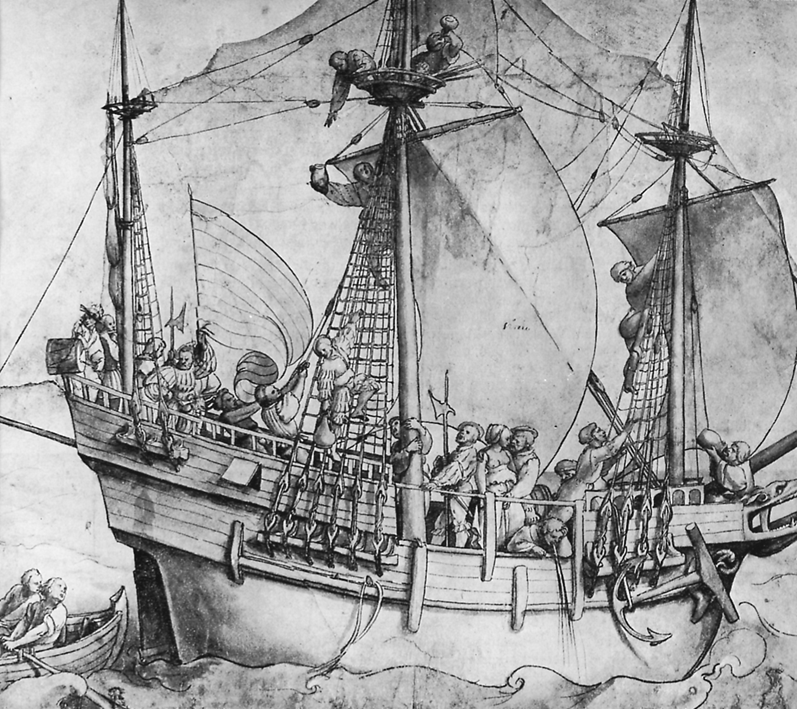
Невелика карака. Гравюра Ганса Гольбейна 16 ст.
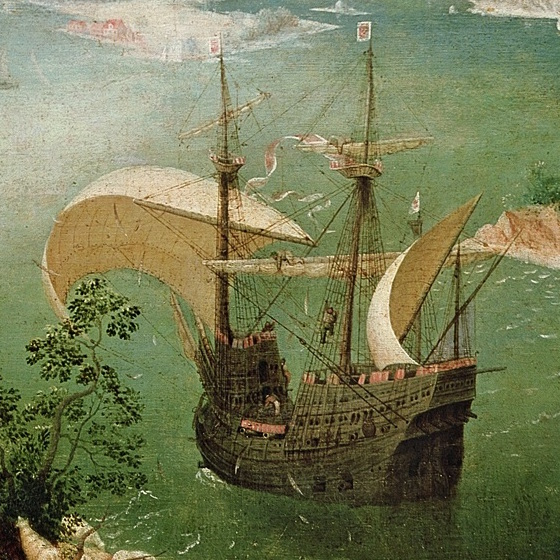
Карака на картині П.Брейгеля Падіння Ікара (1558)
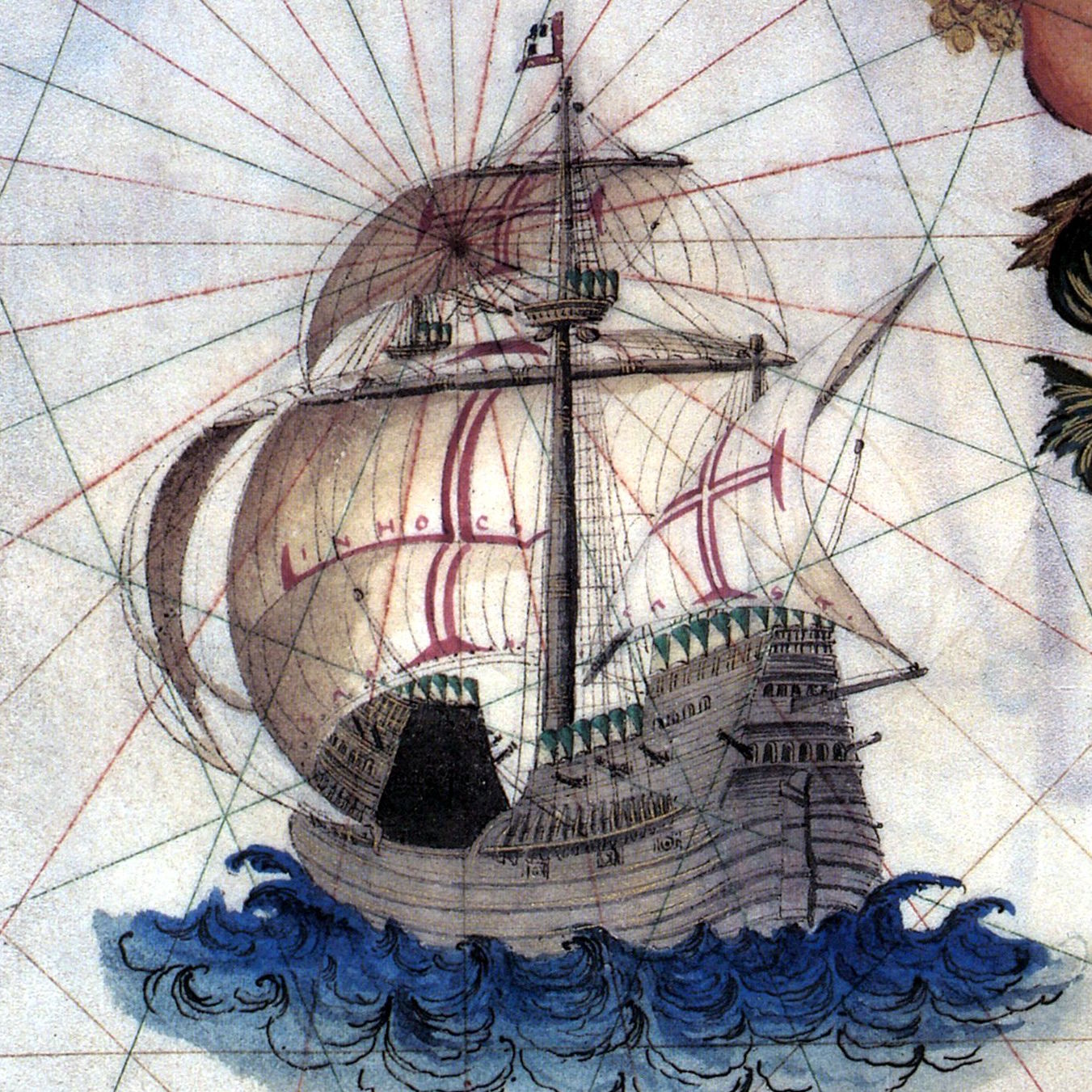
Португальська карака, з зображення на карті (1565)
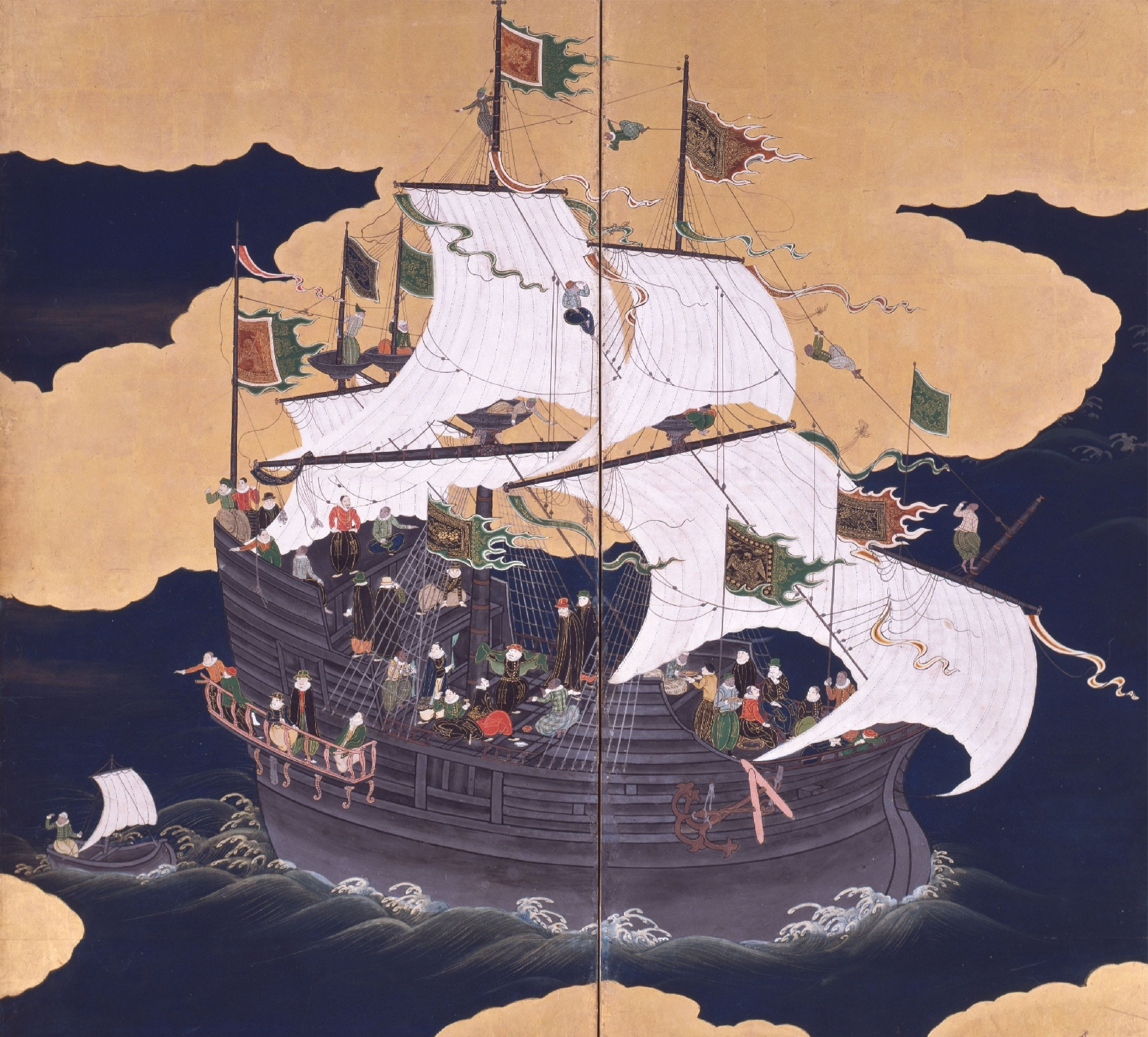
Португальська карака в Японії
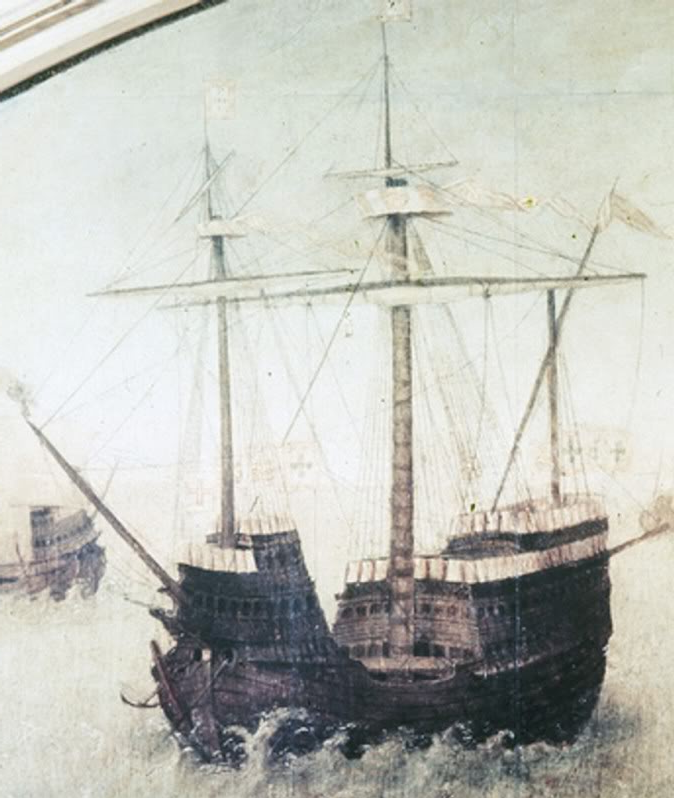
Португальська карака (1520)
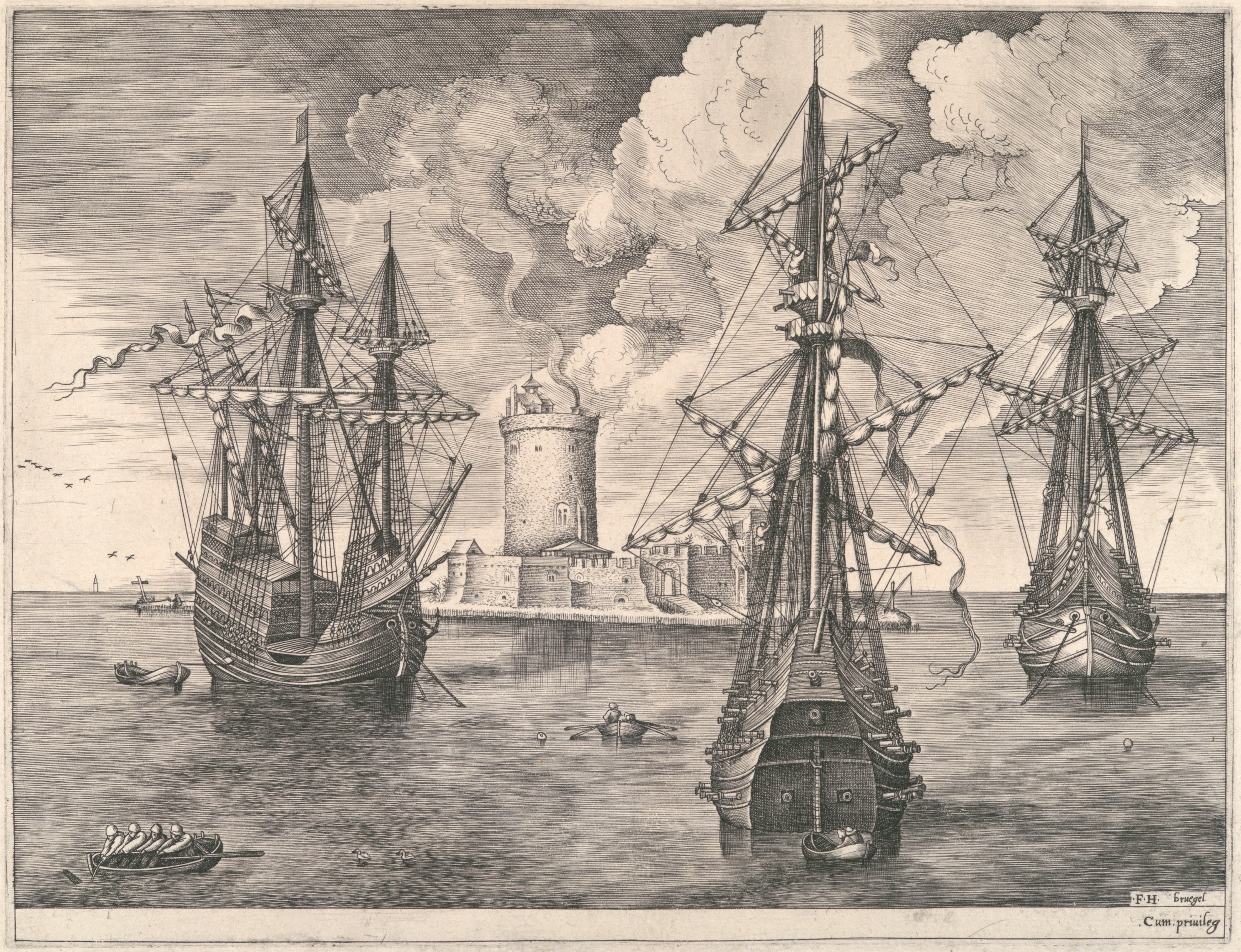
Три- і чотирищоглові караки. Гравюра (1561)
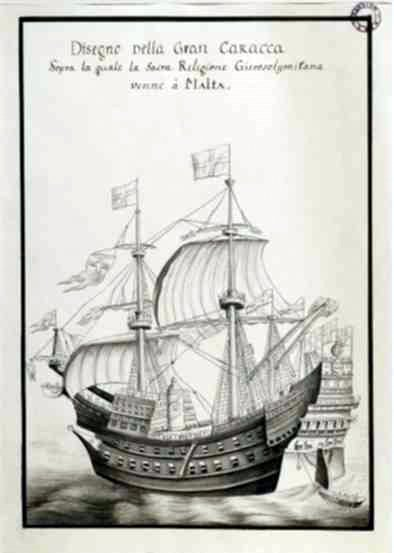
Санта-Анна (1522), карака родоських лицарів
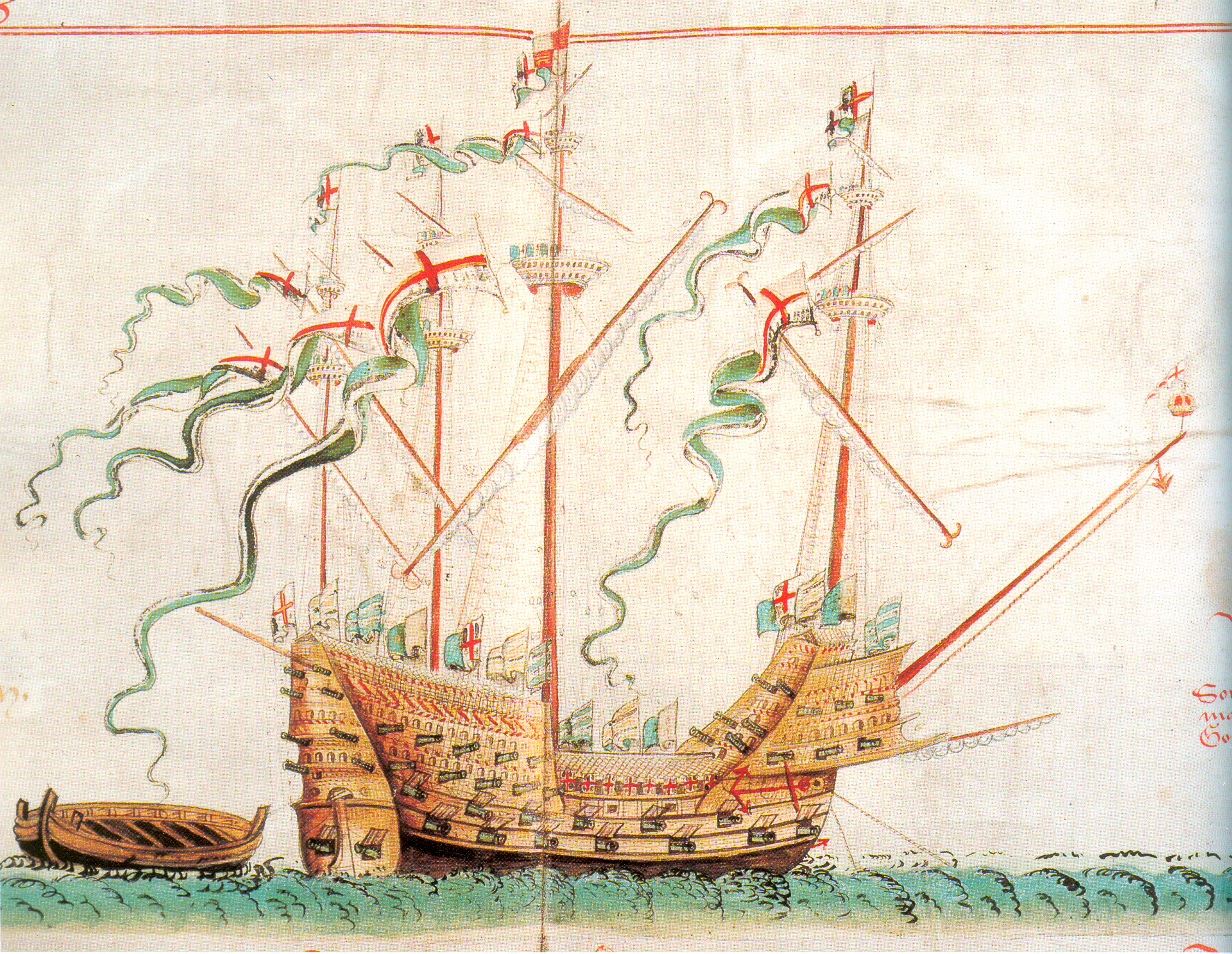
Генрі Грейс а'Дью (1514) англійська карака
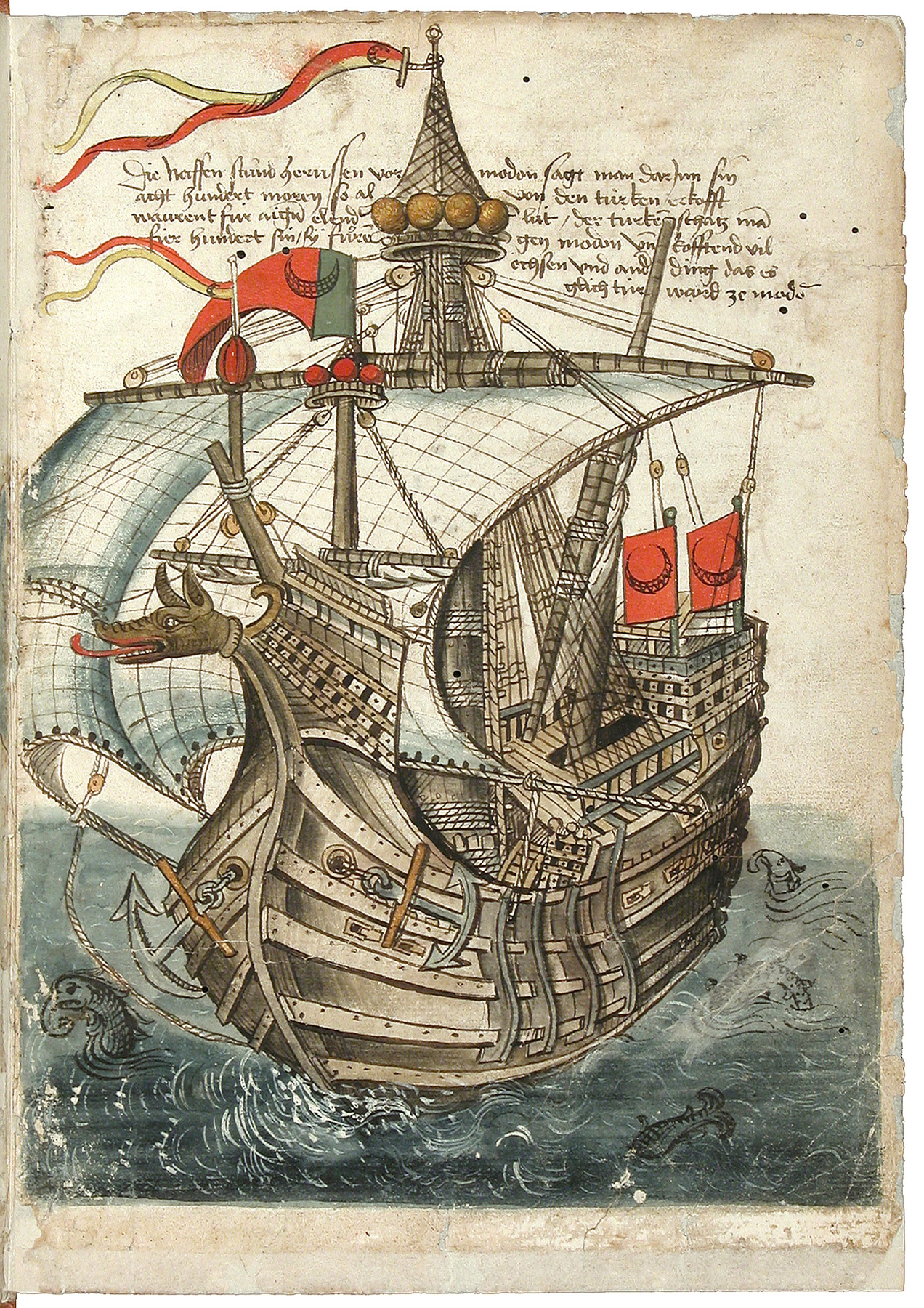
Турецька карака. Малюнок Конрада Грюненберга  (1487 р)
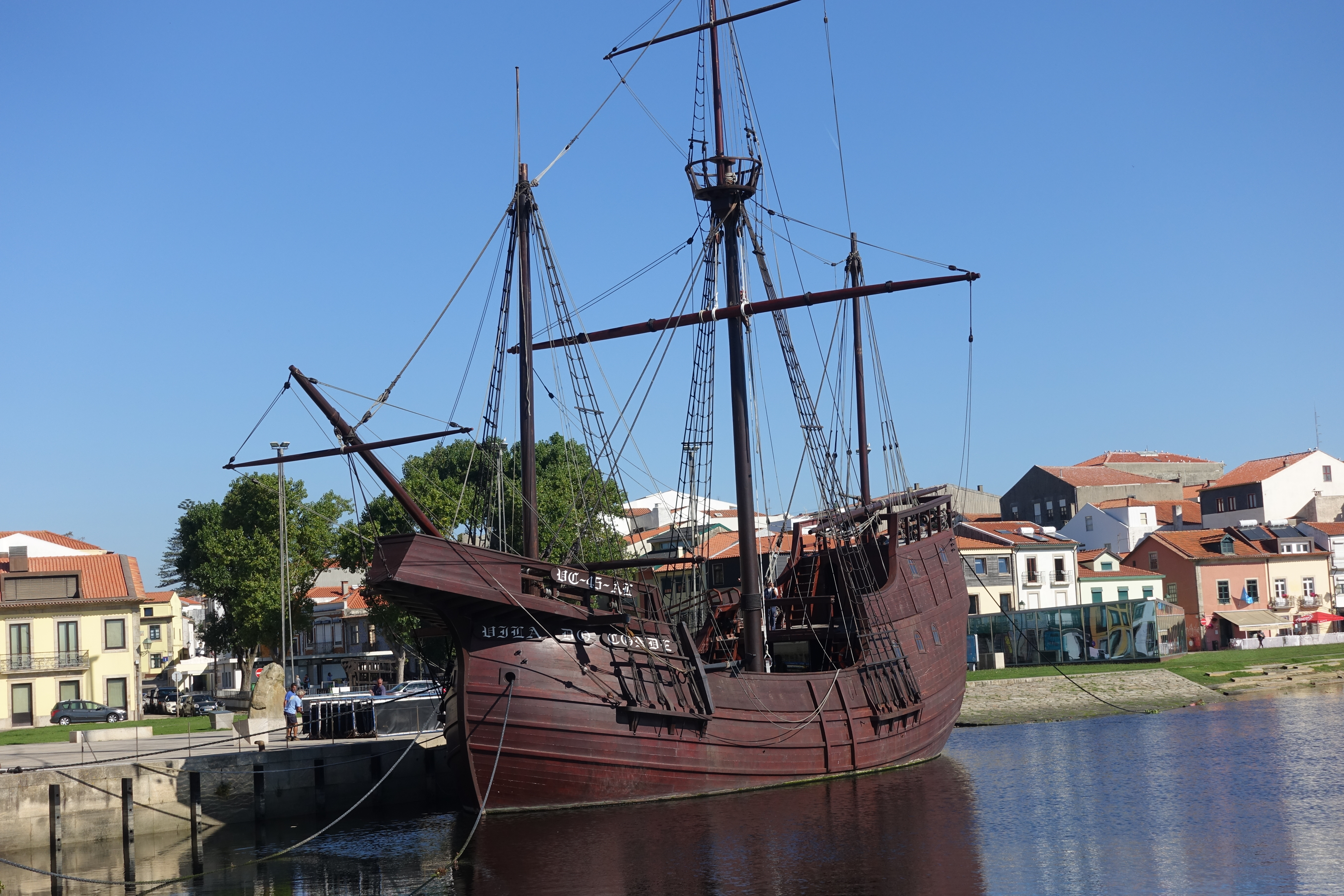
Португальська карака XV-XVI. Сучасна репліка. Віла до Конде
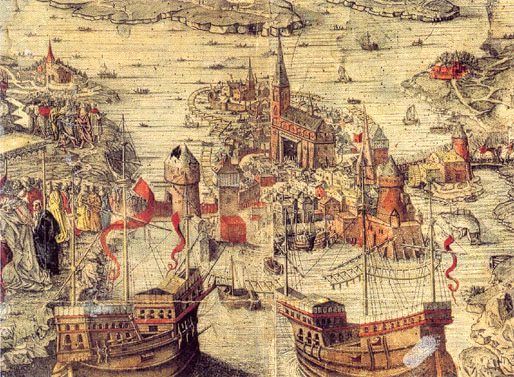
Північні караки в Стокгольмі (1523-1560)

## Галеони

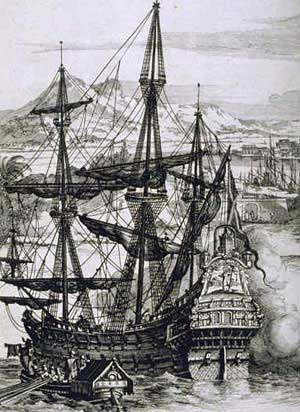
Іспанський галеон. Друк того часу

Широке поширення в Європі XVI-го століття все більш масштабних і тривалих збройних конфліктів мало наслідки і для флоту. Так само, як середньовічні королівства демонстрували свій престиж та силу розміром та міццю своїх армій, так і молоді колоніальні імперії прагнули продемонструвати свою велич та силу великими та потужними військовими кораблями. Так народився галеон, розроблений на рубежі XVI-XVII століть в якості надпотужного військового корабля і транспортного засобу для перевезення на Піренейський півострів дорогоцінних скарбів, здобутих в Вест- та Ост-Індіях (в Америці та Південно-Східній Азії).
Інженерні особливості галеона випливали з його військового призначення. Насамперед це зменшення і покращення рангоута, що робило його витонченішим та простішим в управлінні для моряків. Це не означає, що галеон був ідеально спроектованим судном — він був великим і громіздким, особливо якщо порівнювати з маневреними кораблями тогочасного британського флоту, але свої функції плавучої неприступної фортеці він виконував. Галеони мали три гарматні палуби, а найбільші з них — чотири. Інша істотна різниця полягала у формі носа та корми. Ніс, без укріпленого підвищення на юті, був компактним і округлим (тоді як караки мали витягнутий і дуже об'ємний ніс) і містив структуру, подібну до галерного тарану — гальюн (водоріз, зазвичай прикрашений гальюнною фігурою), який виступав уперед нижче рівня бака і на який спирався бушприт. Корма навпаки, була дуже об'ємною і пишно оздобленою, прямокутної, а не округлої форми з великим прямокутним транцем і кількома рівнями палуб. Існували також вичурні «королівські» архітектурні кормові прикраси, такі як великі вікна, багаторівневі балкони з балюстрадами та балясинами, гігантські ліхтарі тощо. Передня і головна щогла несли пряме вітрильне озброєння, що виконували основне завдання по подоланню кораблями довгих океанських відстаней, тоді як одна чи дві задні щогли були озброєні латинськими вітрилами для покращення маневреності. Типовий галеон був трищогловим судном з прямим вітрильним озброєнням, з двома палубами та розміщеними вздовж бортів артилерійськими батареями.
Поразка Непереможної армади суттєво підірвала престиж галеонів. До XVII століття вже були розроблені нові типи кораблів, які краще відповідали потребам морських імперій (такі, як лінійні кораблі і фрегати). Концентрація уваги Піренейських імперій до війн на суходолі та їх зростаюче технологічне відставання від нових морських держав, таких як Голландія, Англія і Франція призвели до поступового занепаду морської потужності Португалії та Іспанії та завершенню епохи їх передових технологічних інновацій в морській справі.

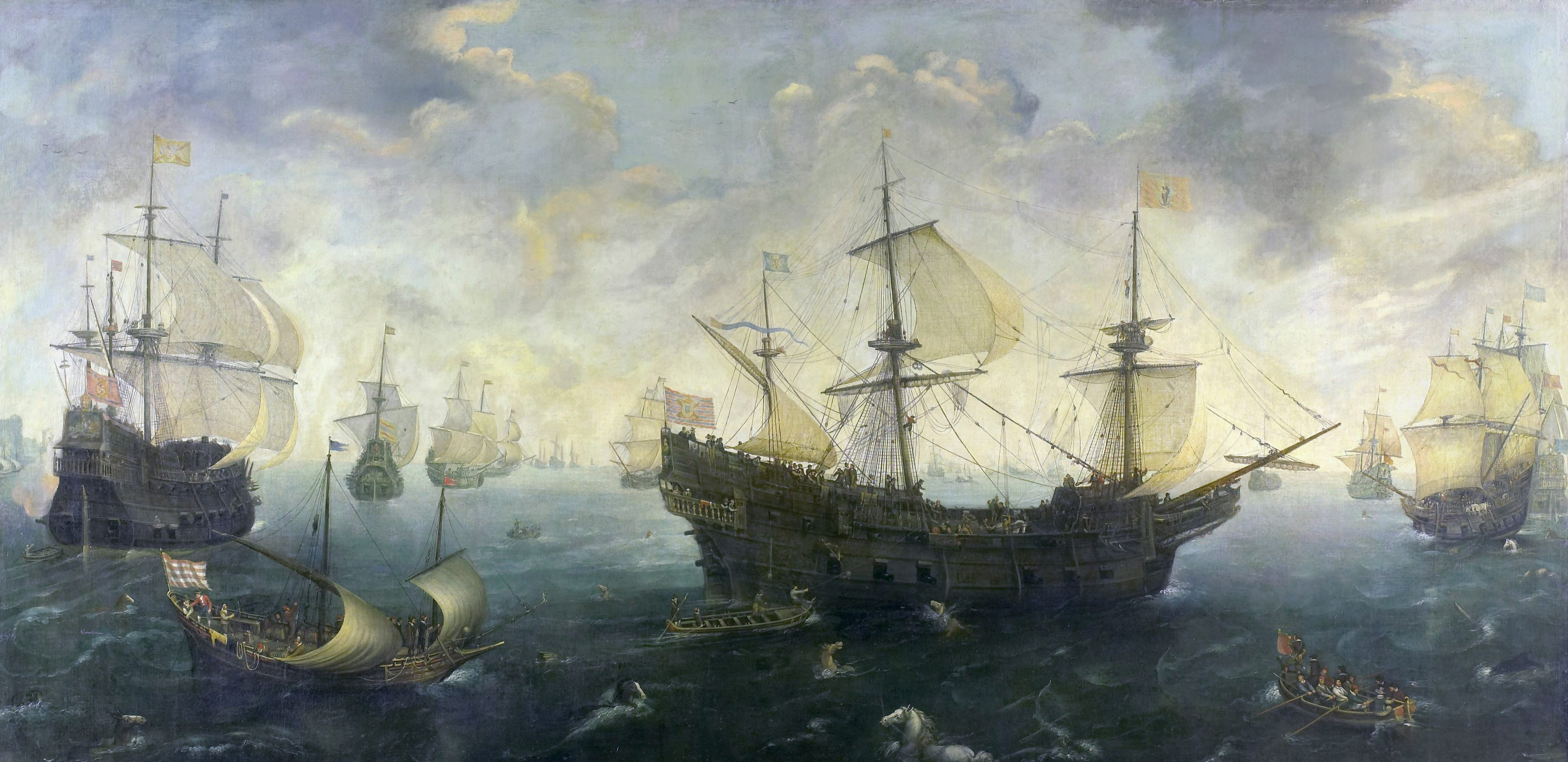
Галеони Непереможної армади (1588)
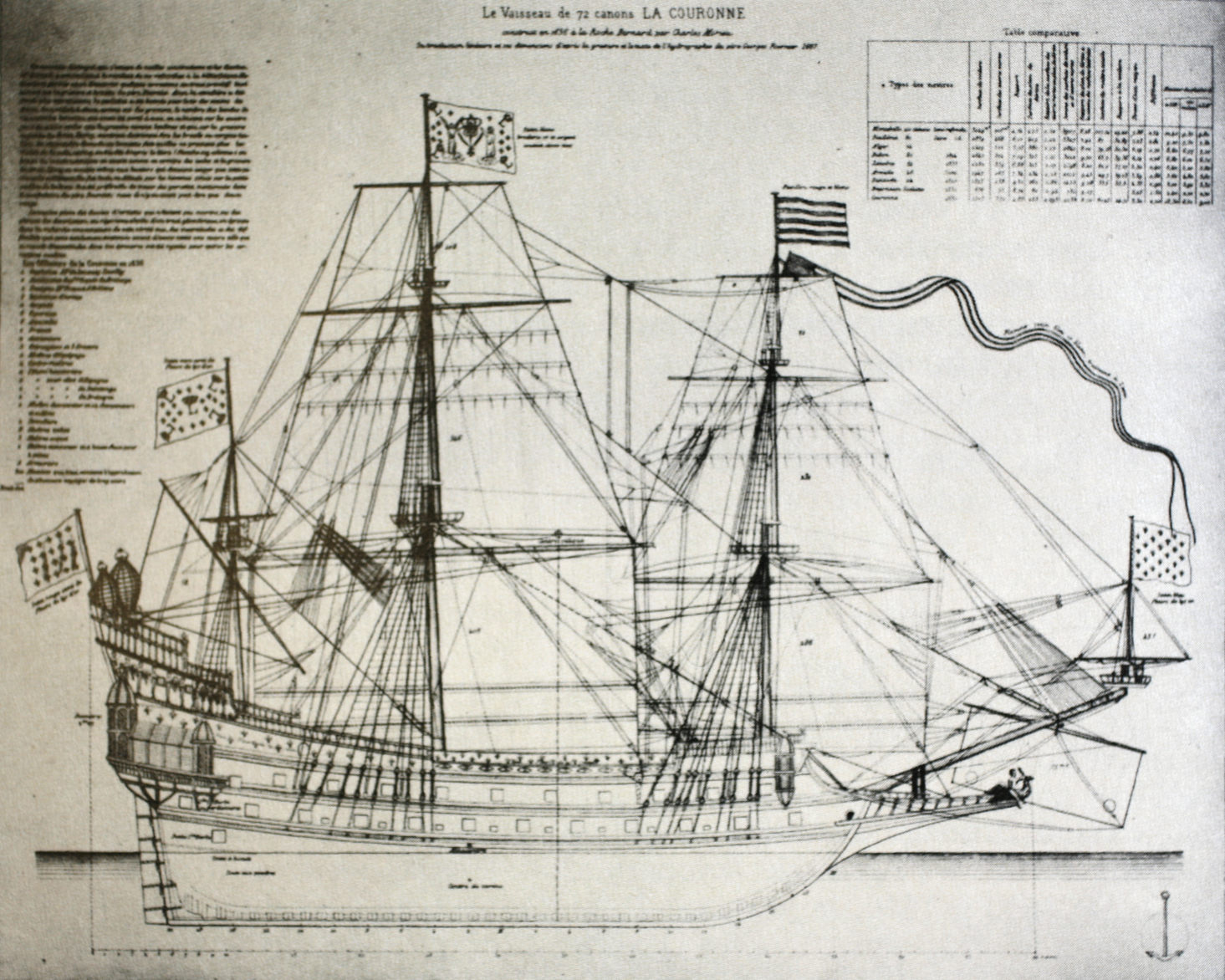
Французький галеон "La Couronne" , 1636
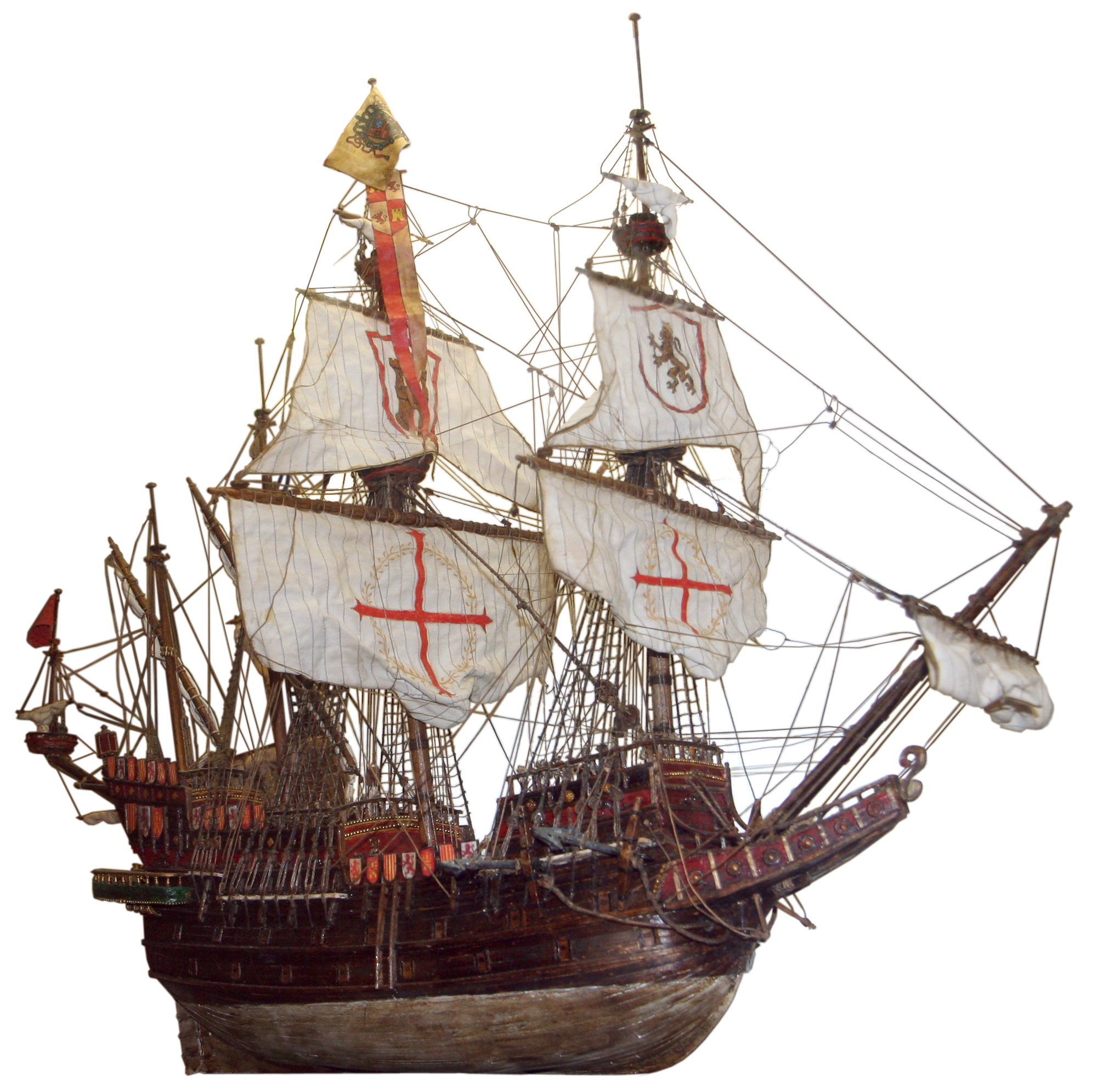
Модель іспанського галеона. Морський історичний музей, Венеція.
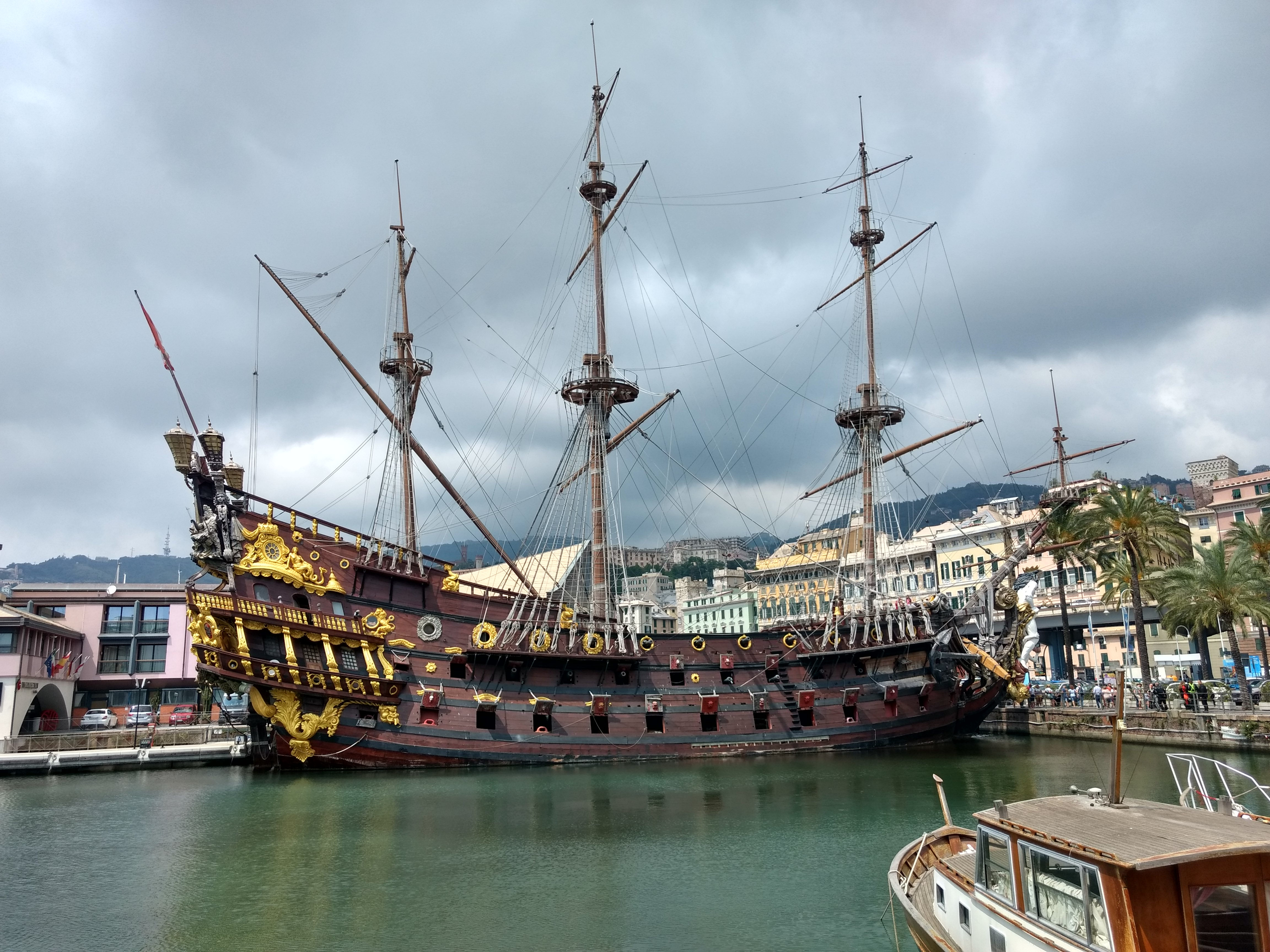
"Нептун". Сучасна репліка іспанського галеона XVII ст.
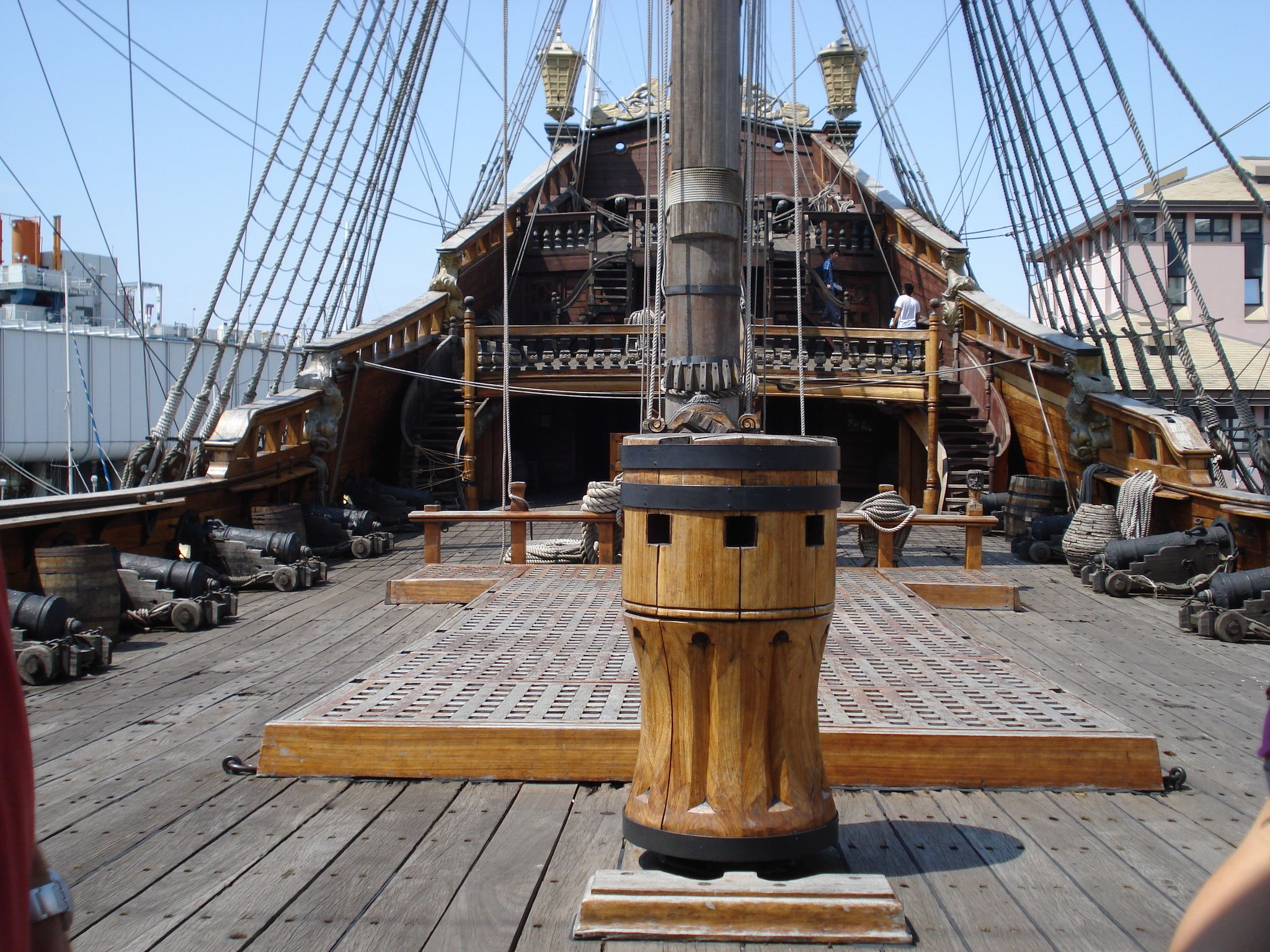
Галеон "Нептун". Сучасна репліка. Вид на шканці
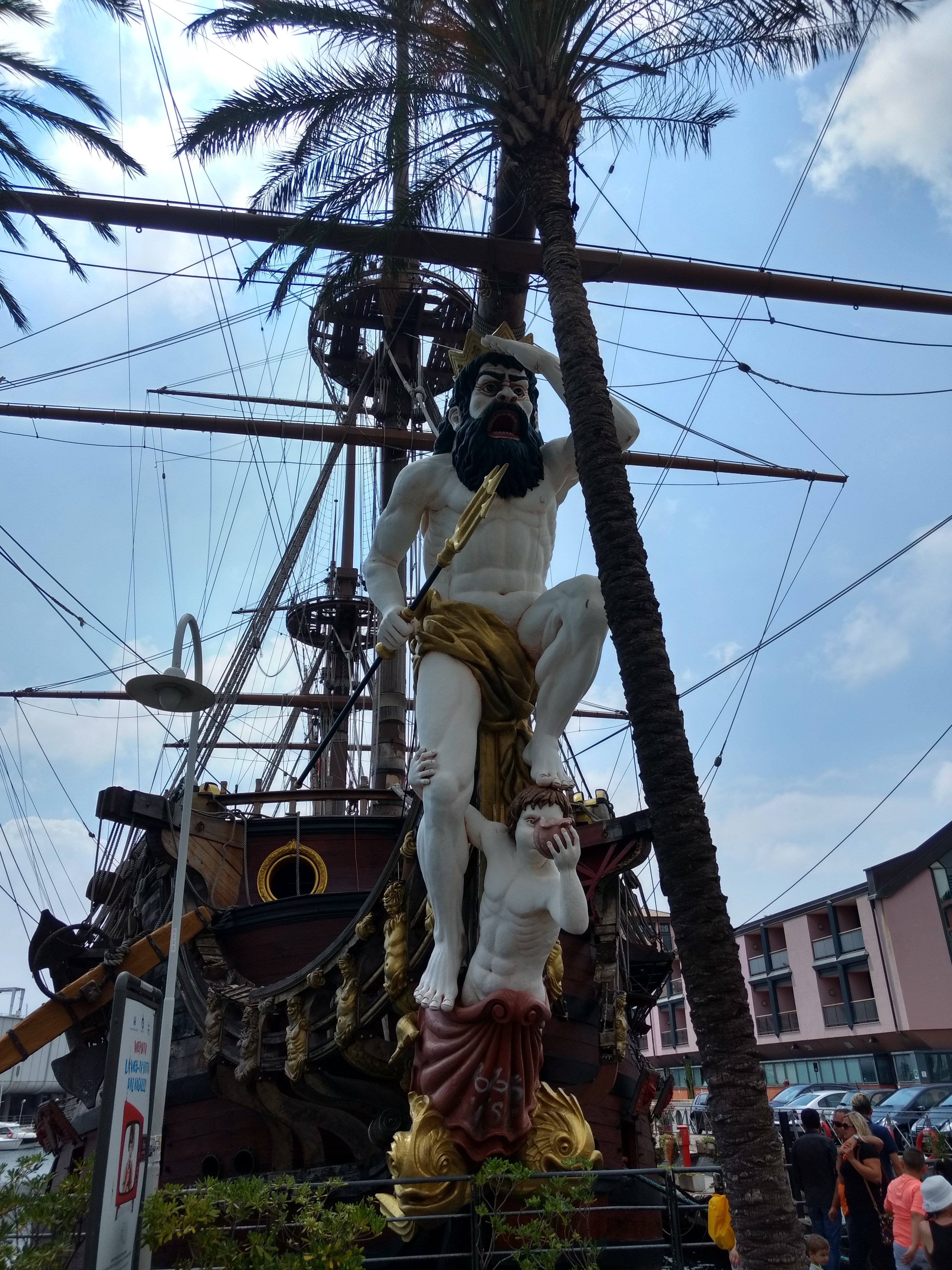
Галеон "Нептун". Сучасна репліка. Гальюнна фігура
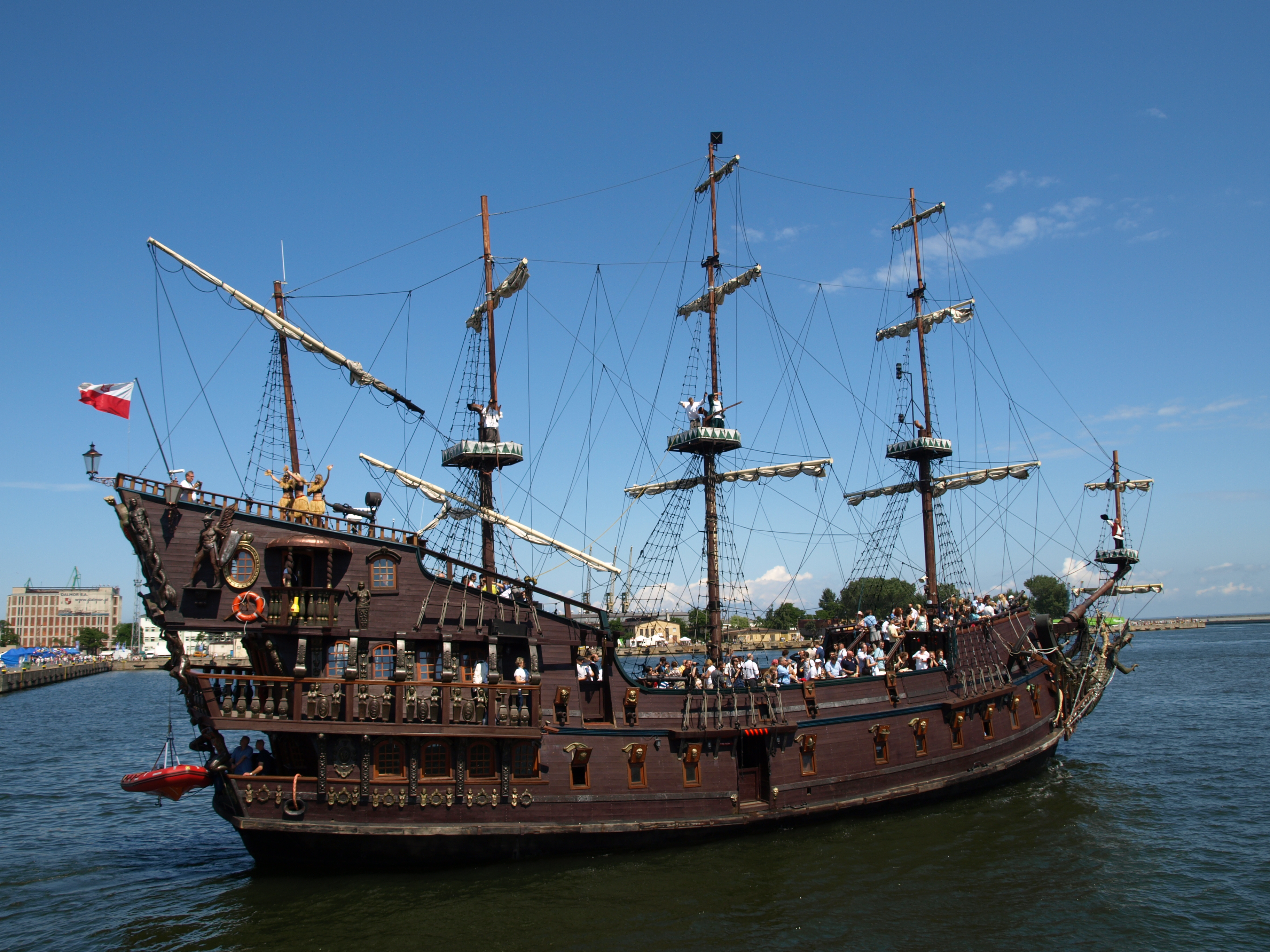
Галеон "Дракон" XVII ст. Сучасна репліка.
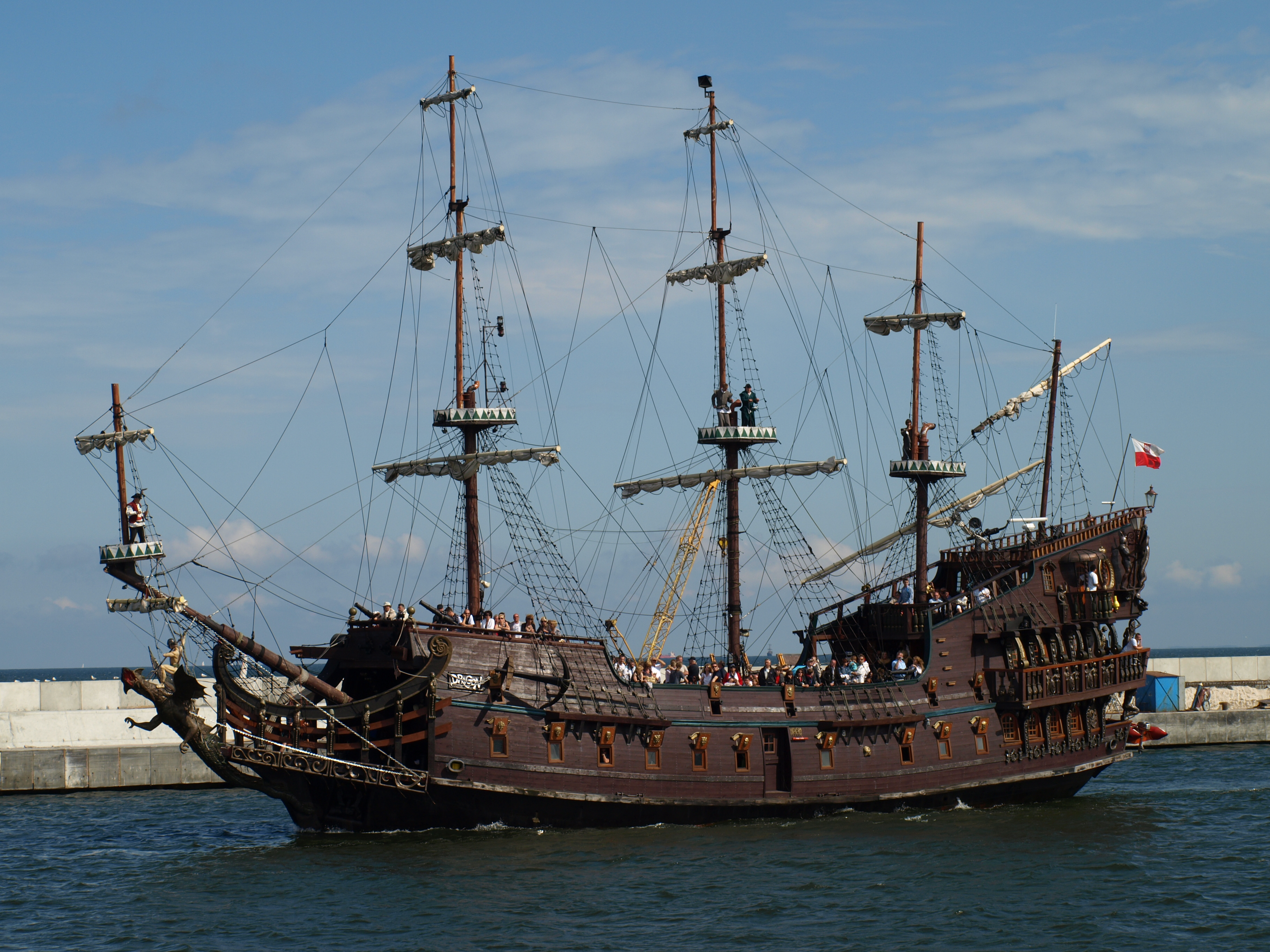
Галеон "Дракон" XVII ст. Сучасна репліка.
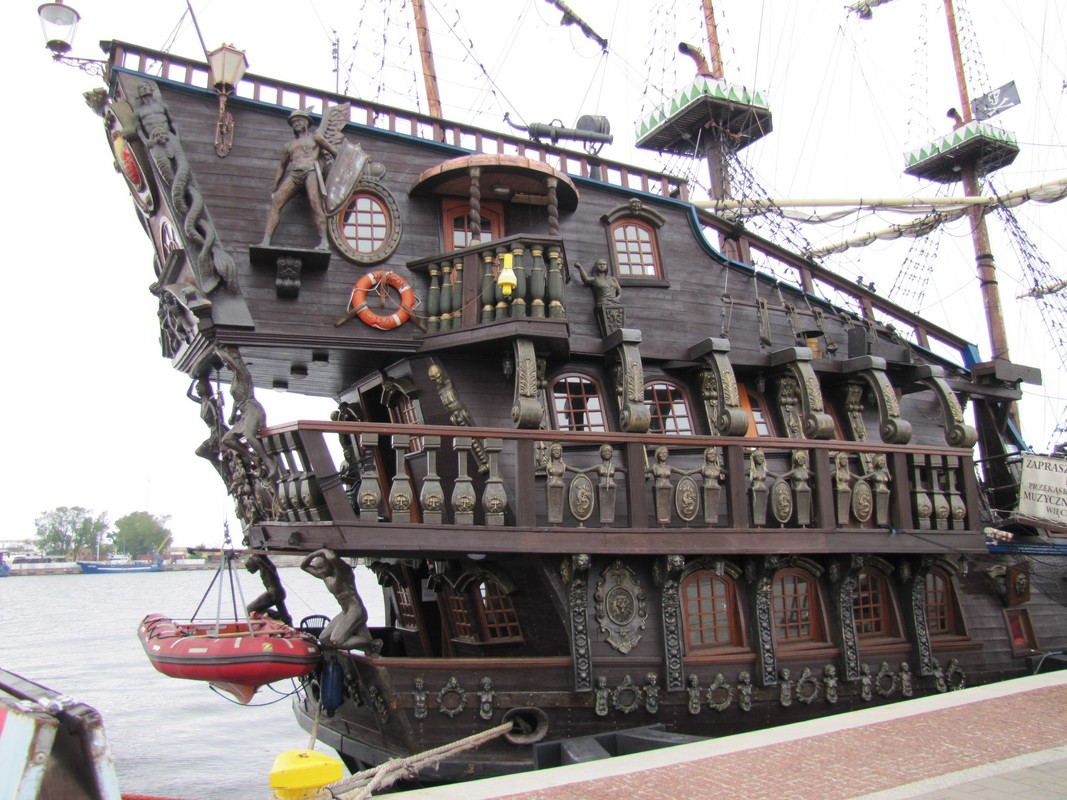
Галеон "Дракон" XVII ст. Сучасна репліка.
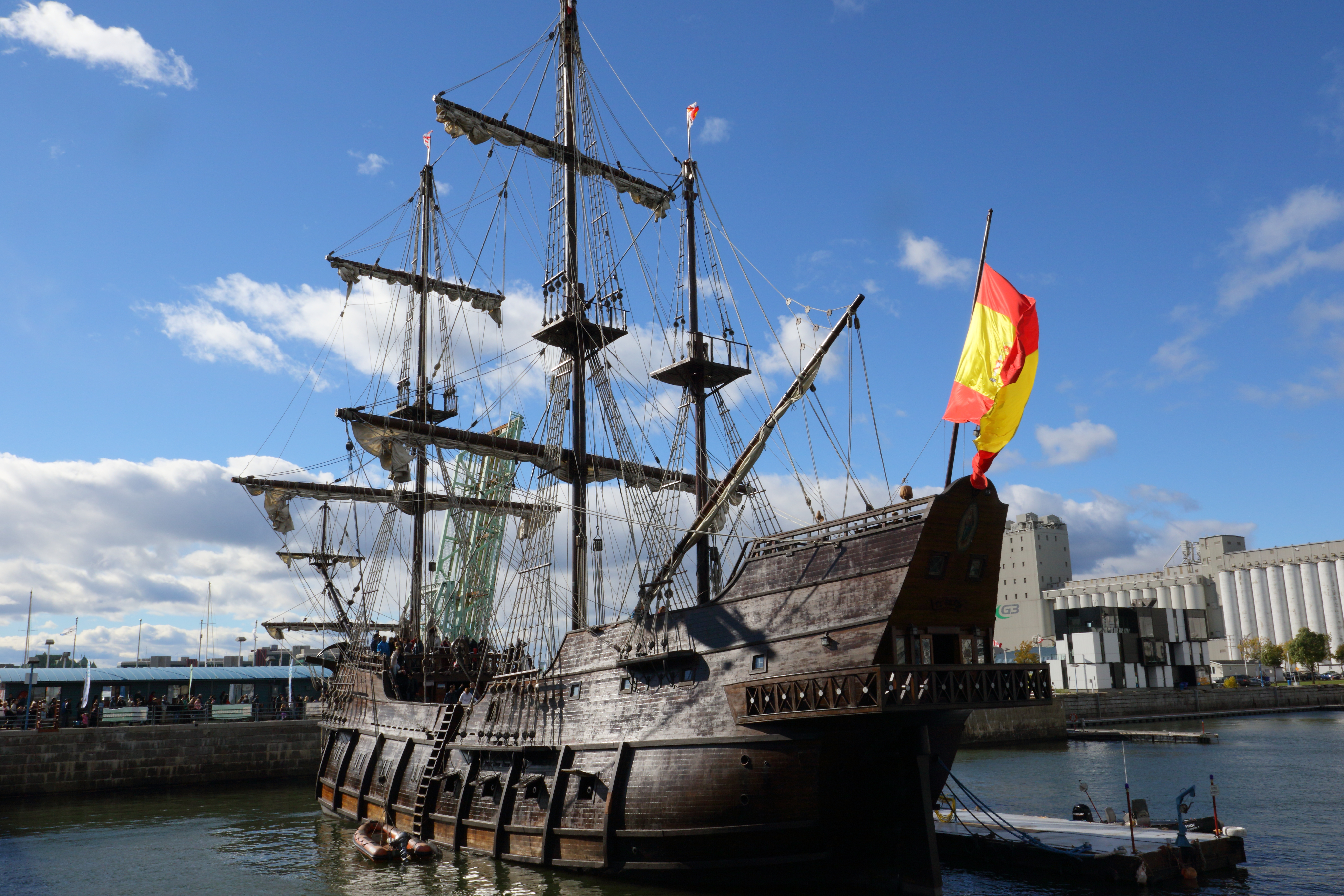
Галеон Андалузія. Квебек. Сучасна репліка
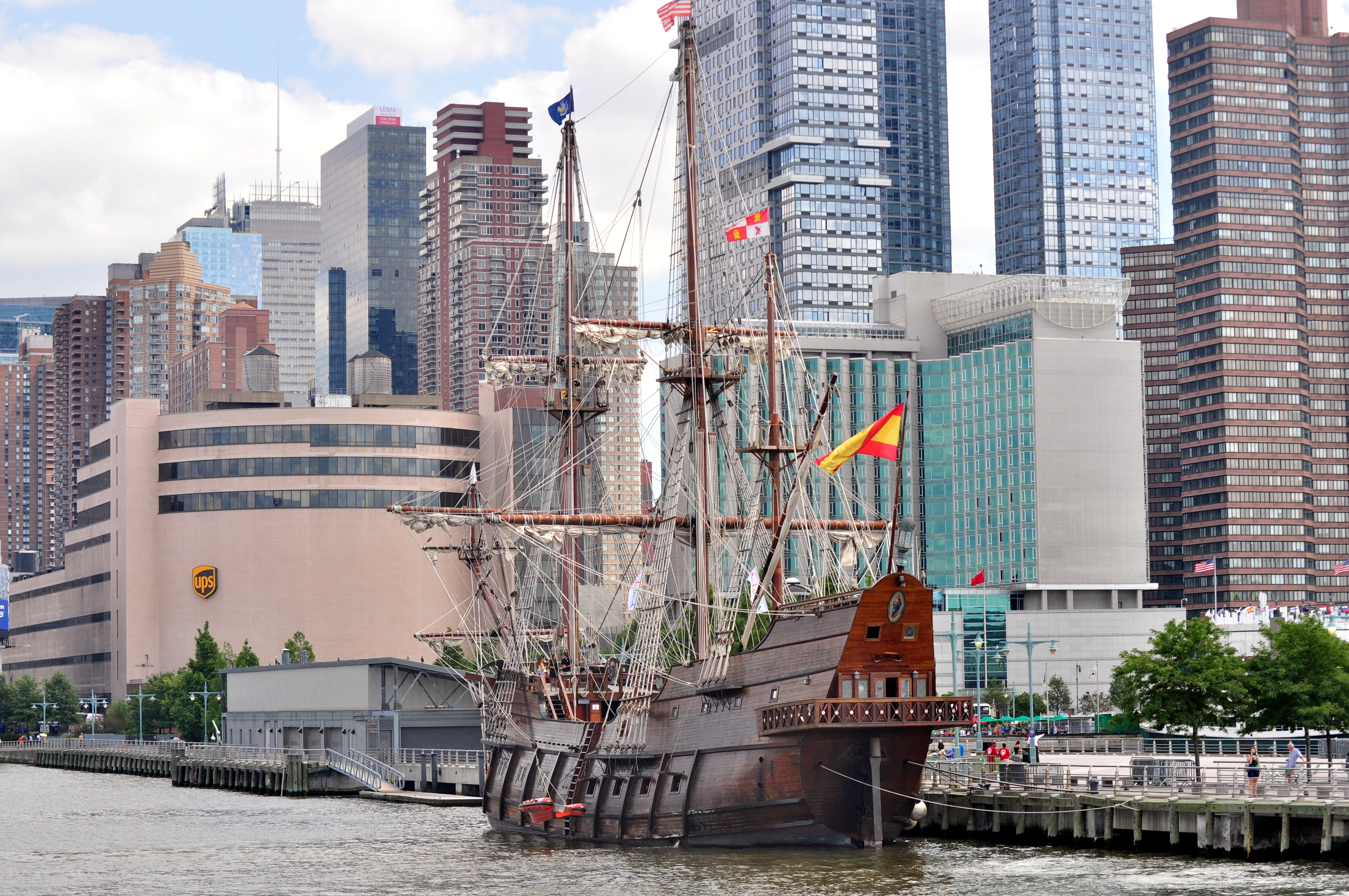
Галеон Андалузія. Квебек. Сучасна репліка
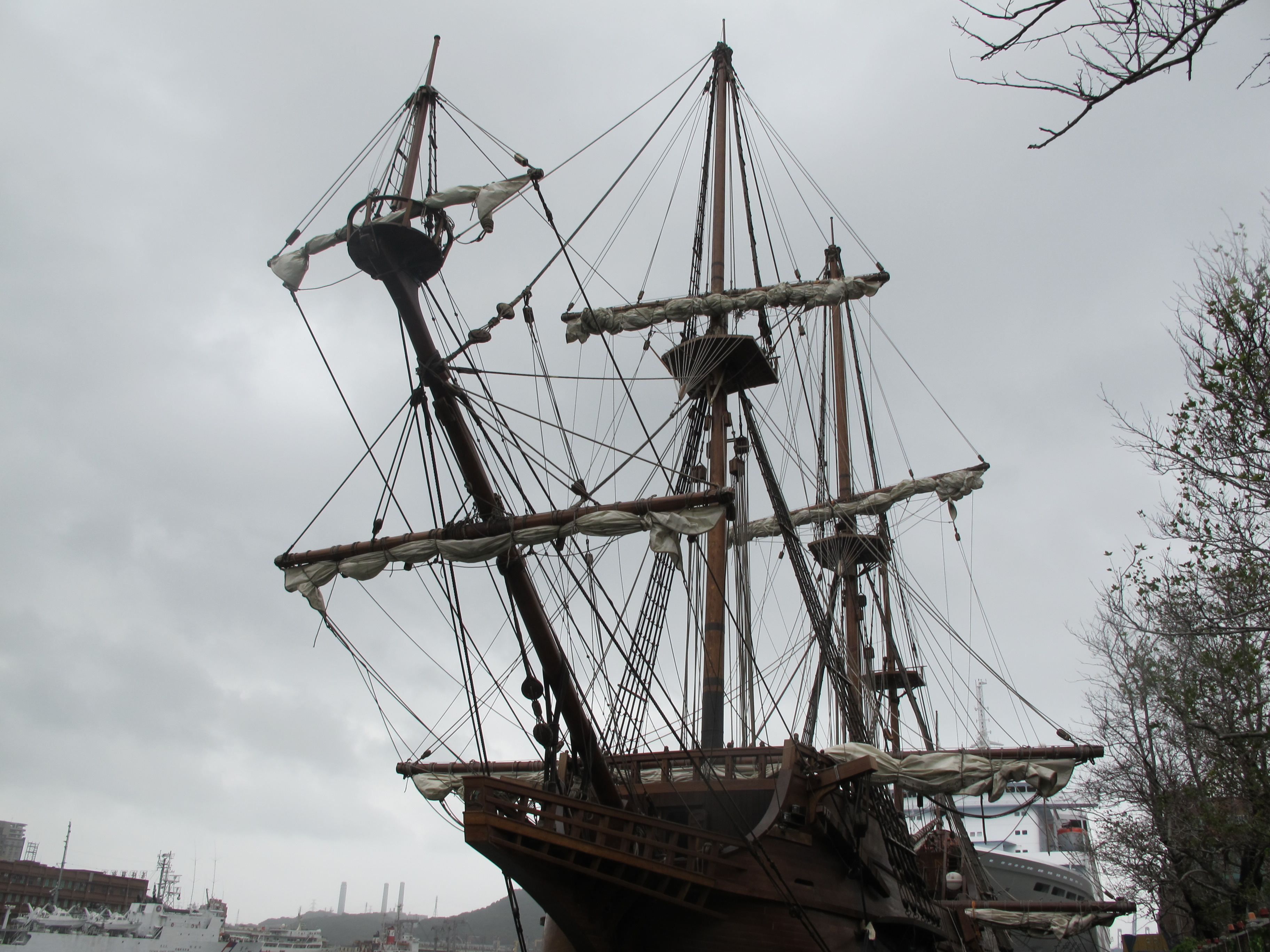
Галеон Андалузія. Сучасна репліка. Гальюн і бушприт.